# Monestir de San Salvador de Celanova
El Monestir de San Salvador de Celanova fundat per Sant Rossend, l'any 936, és el principal monument de la vila de Celanova a la província d'Ourense. En l'actualitat, és de propietat pública des de la desamortització del segle xix serveix com a ajuntament i institut.
Se situa al centre de la comarca d'A Terra de Celanova a la província d'Ourense, Comunitat Autònoma de Galícia, a la vila de Celanova, capital d'aquesta. A uns 25 quilòmetres d'Ourense. Va ser declarat Monument Nacional el 1931 i premi Europa Nostra l'any 1984.

## Història
El monestir el va fundar el mateix Sant Rossendo, bisbe de Mondoñedo i Santiago, i posseïdor dels títols de Arcediano de Celanova, comte de Bande, marquès de Sande i capellà de la Casa Reial, així com domini en més de cinquanta entitats entre monestirs, priorats i esglésies, en terres que pertanyien al seu mateix germà, el comte Froilà Gutiérrez. El primitiu monestir, que al principi constava de poques edificacions, es va construir entre els anys 936 i 942; va ser engrandit a poc a poc gràcies a les terres i privilegis concedits pels familiars del fundador, així com pels reis de Lleó i Castella.
Segons explica la tradició, el jove Rossendo va rebre en somnis una revelació per la qual havia de fundar en el lloc de Vilar, actual Celanova, un cenobi. Segons la llegenda, Sant Rossendo va pujar a una muntanya propera a Celanova, va llançar des d'allà una pedra, i en el lloc on la pedra va caure va ser on el Sant va aixecar el cenobi.
Sant Rossendo, que havia erigit amb anterioritat el Monestir de San Xoán de Caaveiro, per a la fundació de San Salvador de Celanova va portar un grup de monjos de Santo Estevo de Ribas de Sil, i va nomenar abat a Sant Frankila, sota la regla de Sant Benet. Després de la fundació i després de la renúncia a la Seu Compostelana a organitzar la defensa de Galícia contra els normands al costat del comte Gonzalo Sánchez, Sant Rossendo va ingressar al monestir, arribant a ser-ne abat a la mort de Frankila l'any 959, fins que va morir l'any 977.
D'aquest primitiu monestir només queda la petita capella de Sant Miquel, situada al que va haver de ser anteriorment una capella dedicada a Sant Martí
El 1506 el monestir es va unir a la Congregació de Castella, d'aquesta manera s'inicia una nova etapa, que li concedeix major esplendor. La importància del monestir va anar creixent amb el temps i en el segle xvi el mateix Carles I va estudiar la idea de retirar-se a aquest monestir, encara que va preferir Yuste per la climatologia més benigna.
La importància del monestir durant els segles xvii i XVIII, així com el seu poder econòmic i social, van quedar reflectits en les reformes que el monestir portava a terme amb el pas dels anys, arribant-se a reconstruir tot el monestir.
Al segle xix es va produir la desamortització, i això va suposar l'abandonament del monestir com va ocórrer amb molts de tot el territori espanyol. El concejo va passar a ser el propietari de les instal·lacions i l'església monacal va passar a ser temple parroquial dedicat a Sant Rossendo. L'església es va construir al segle xvii, de 1653 fins a l'any 1687. Pot considerar-se un exemple de transició del renaixement al barroc. La resta de les instal·lacions van passar a propietat d'institucions públiques, que les van utilitzar per a diversos menesters. De fet, els Escolapis, hi van tenir una escola i s'hi van dedicar a l'ensenyament, fins a 1929. Després en les instal·lacions van estar durant breus períodes: Agustins, Salesians i fins i tot la Ciutat dels Nois.
Actualment, després d'una remodelació que li va valer el premi Europa Nostra, les instal·lacions monacals albergauen diferents institucions municipals i regionals, com ho és el propi ajuntament, la biblioteca, un institut de secundària, l'oficina de turisme o el «Servico Galego de Colacación».

## Descripció
El monestir que avui es pot visitar no és més que el resultat de l'evolució històrica que al llarg del temps unes vegades va experimentar i altres va patir l'edifici. El primitiu monestir, que es va iniciar en els temps del fundador, era compost per un conjunt de petites edificacions aixecades als voltants d'una antiga capella dedicada a Sant Martí, entre les quals documentalment se sap pel monjo Ordoño de Celanova que eren les següents:
- Una església amb tres absis dedicats a Sant Salvador, Sant Pere i sant Joan apòstol.
- El petit temple, que no supera els nou metres de llarg, dedicat a sant Miquel Arcàngel, d'estil mossàrab i datada l'any 937.[6] Actualment és considerada monument nacional.[4]
- Habitatges per monjos.
- Habitatges per a treballadors del cenobi.
- Habitatges per pelegrins i hostes.

Més tard, aquestes construccions aïllades, probablement d'una configuració arquitectural molt humil, van donar lloc a l'aixecament d'un monestir propi de l'arquitectura del romànic, el qual encara va ser vist i descrit per Mauro Castellà Ferrer, deixeble de fray Lluís de León: «L'església amb la torre major que per antiga és molt gran, bonica, i de molt bona volta coronada tota de merlets i sageteres, que bé semblava soldat i cavaller». El monestir actual està format per l'Església, dos claustres i les dependències monacals.

### L'església actual
L'església del monestir es va construir sobre el temple medieval, seguint els plànols de Melchor de Velasco Agüero, arquitecte classicista amb què col·laboren altres monjos arquitectes, desenvolupant els treballs entre els anys 1661 i 1687.
Exterior
El monestir ocupa la major part d'una plaça en la qual es poden contemplar diferents aspectes d'art gallec en forma d'habitatges i altres tipus de dependències, a més del monestir en si. El mitjà de la plaça l'ocupa una font del segle xviii que es trobava en un passat en un dels claustres de l'interior del monestir.
Externament destaca de manera singular la façana. Va ser la primera obra que es va iniciar després de la constitució i el desenvolupament del monestir, amb la intenció de realitzar un nou edifici per a aquest, que s'adaptarà a les circumstàncies positives del moment. Es tracta d'una construcció solemne i reposada, que va tractar de transformar l'església romànica primitiva, en un temple classicista i barroc. Hi destaquen les imatges de Sant Benet (centre), Sant Rossend (dreta), amb una pedra en una de les mans, fent referència a la llegenda que narra el lloc triat per al cenobi i el bisbe de Guadix Sant Torquat (esquerra, copatró de la vila al costat de Sant Rossend), així com l'escut abacial sota una espectacular corona buidada presidint l'edifici.

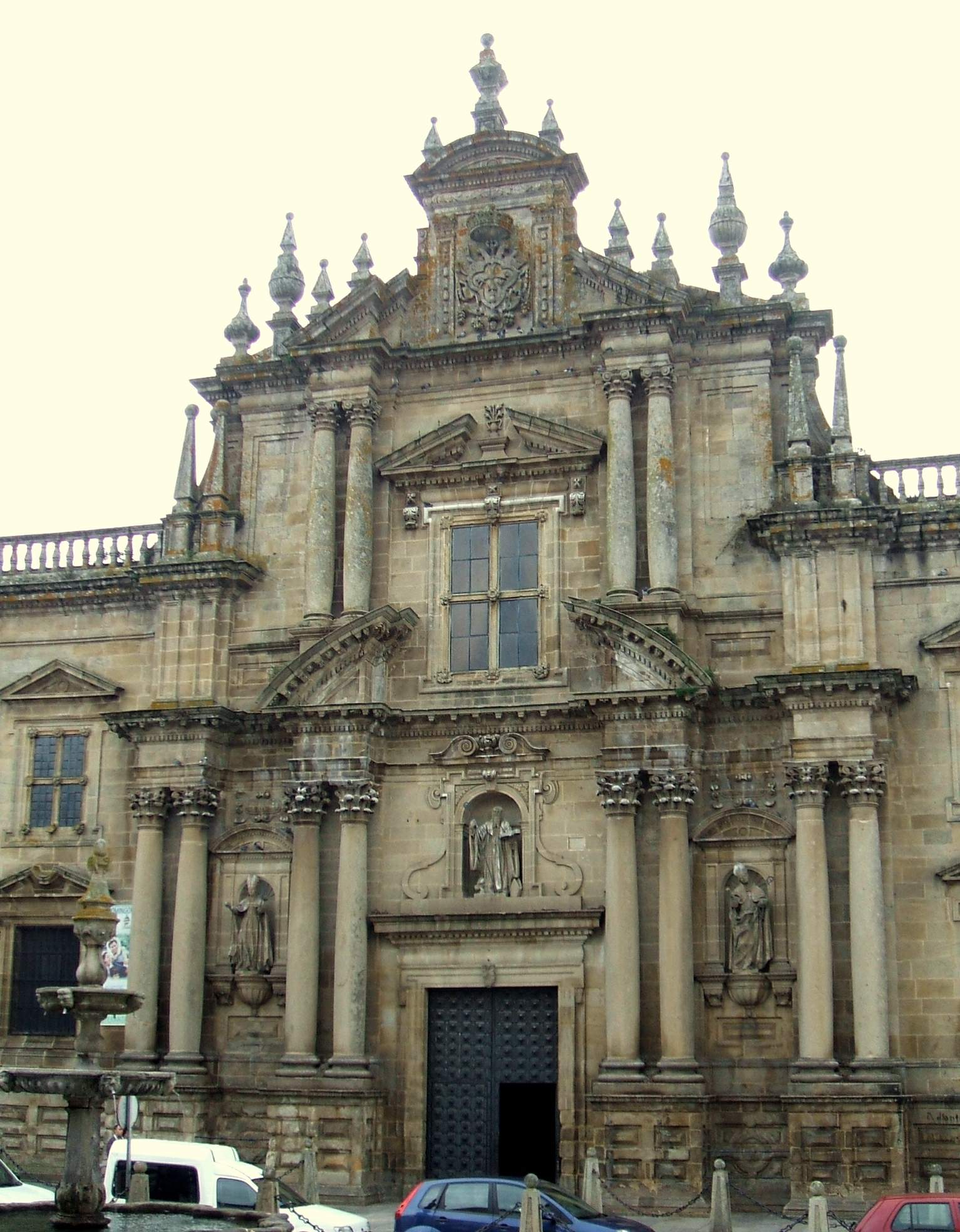
Vista general.
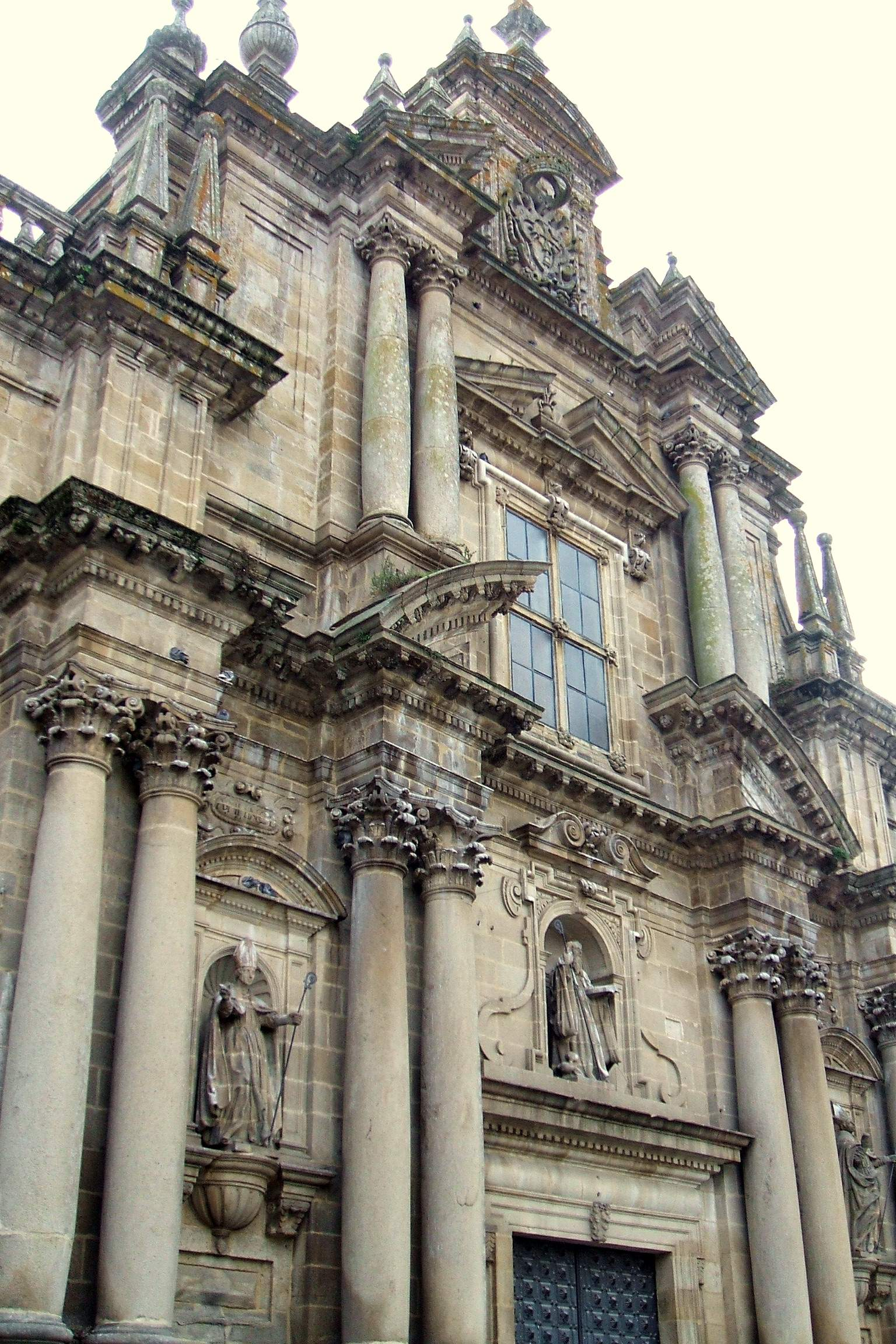
Detall façana.
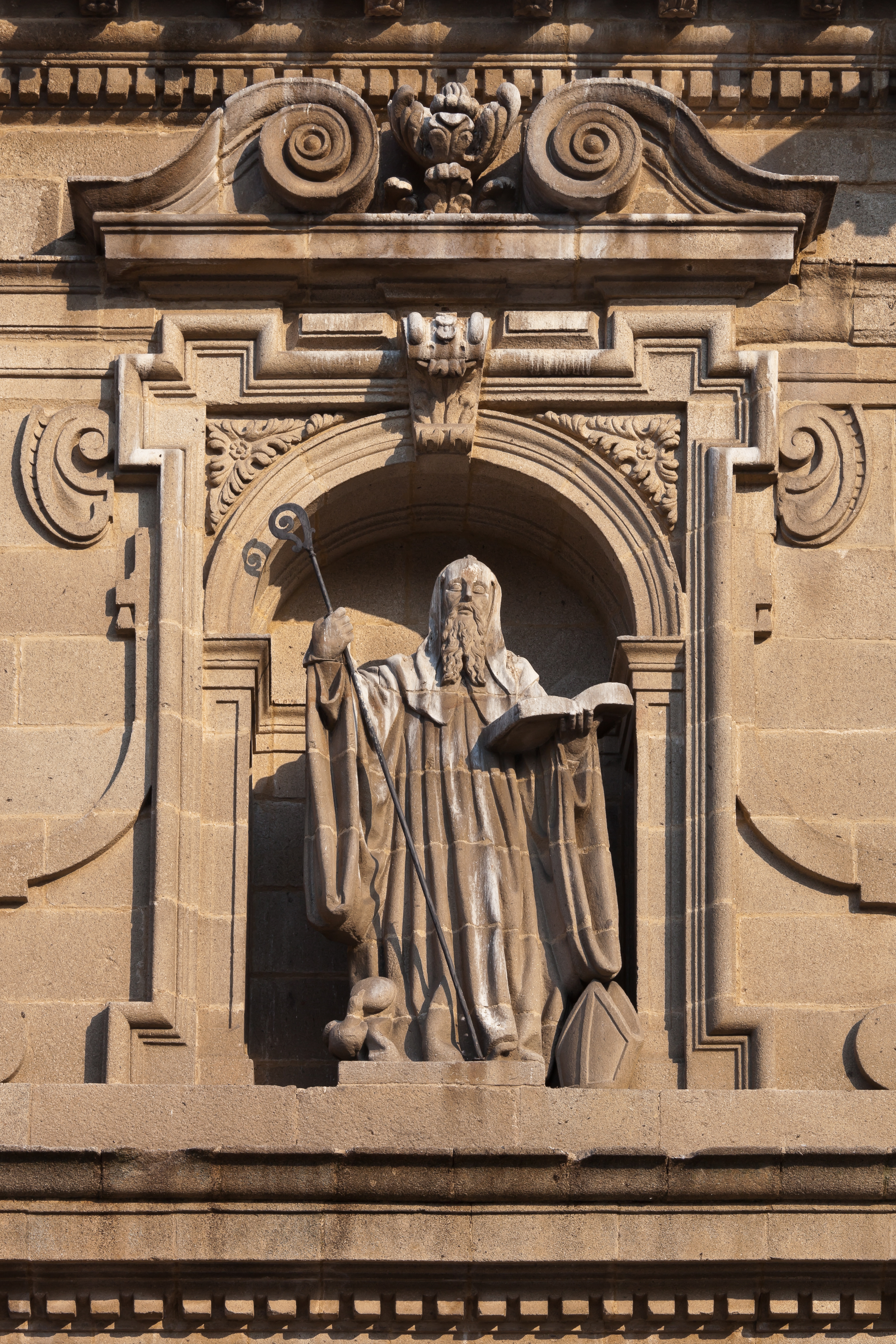
Sant Benet.
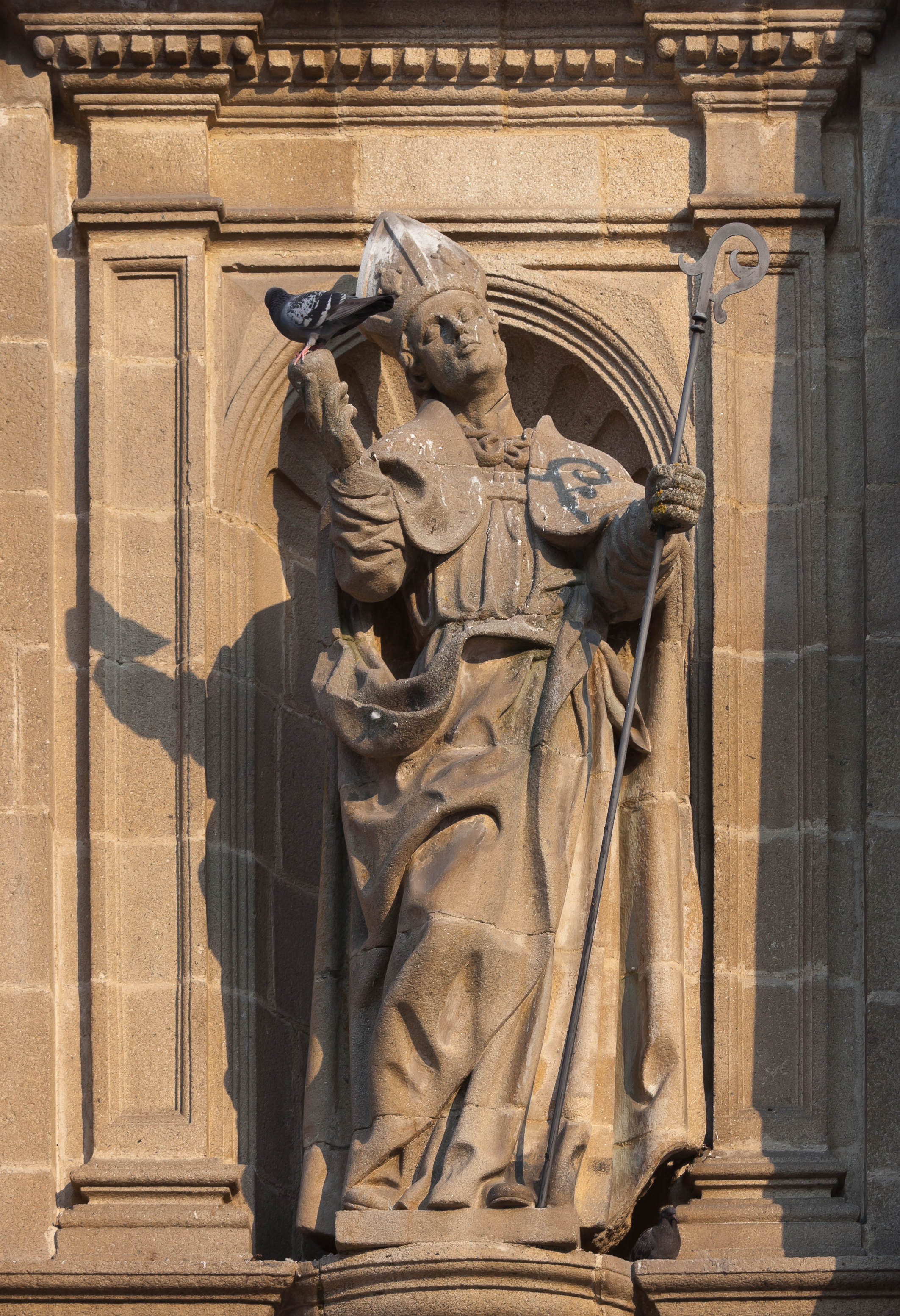
Sant Rossend.
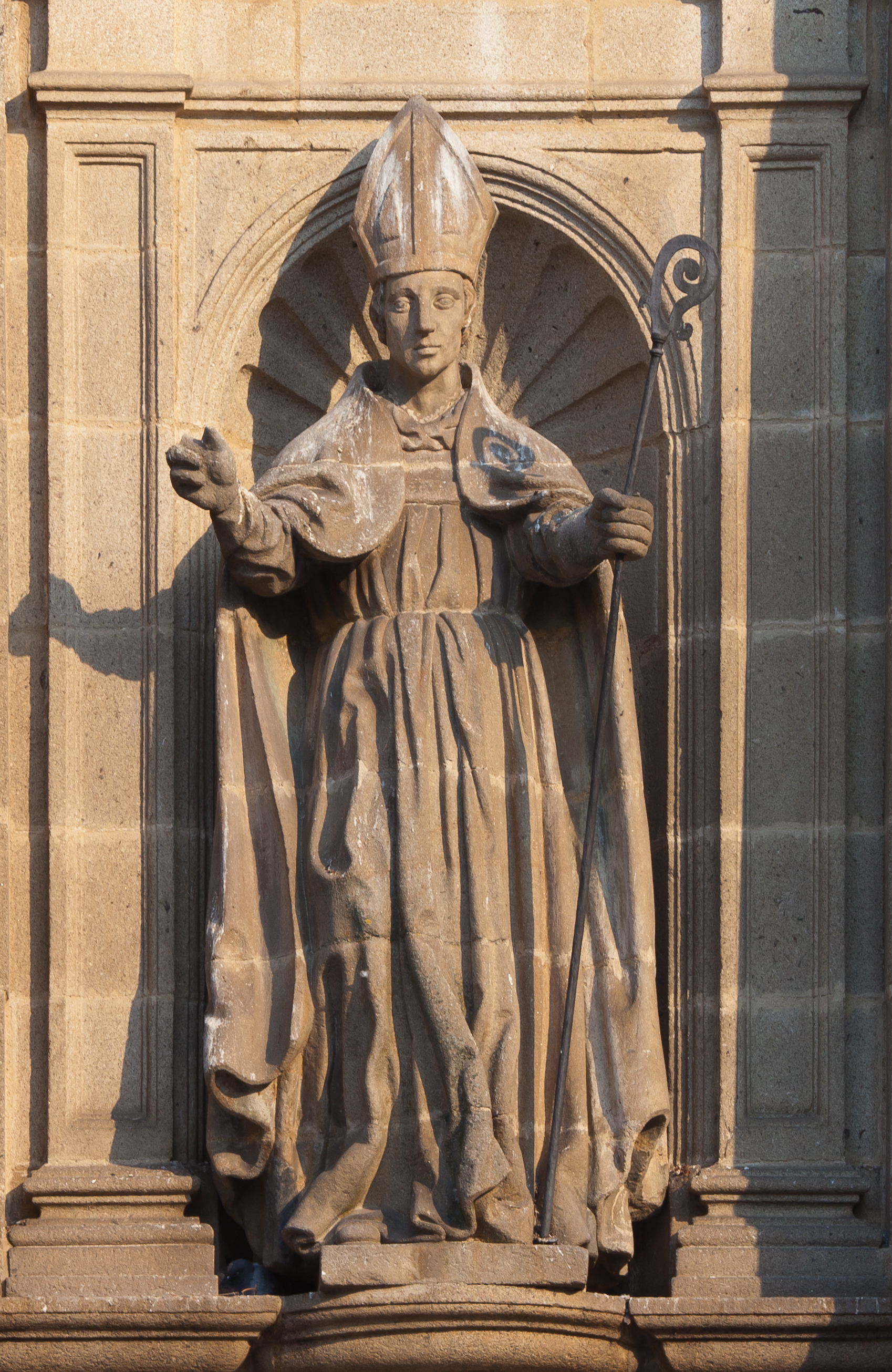
Sant Torqua.

La decoració de la façana es realitza a base de grans columnes corínties, fornícules amb estàtues, pilastres, frontons partits i gran un escut emblemàtic. En l'alçat destaquen les columnes, aquest cop d'estil toscà.
La façana, que està coronada de pinacles, es va acabar en 1861.
Externament, tota la fàbrica és de carreu i completa el conjunt, la vista exterior de la cúpula i la torre de les campanes, que no està exempta. De dos cossos, el segon amb galeria i és en ell on se situen les campanes. Queda rematada amb una petita cúpula amb penell.

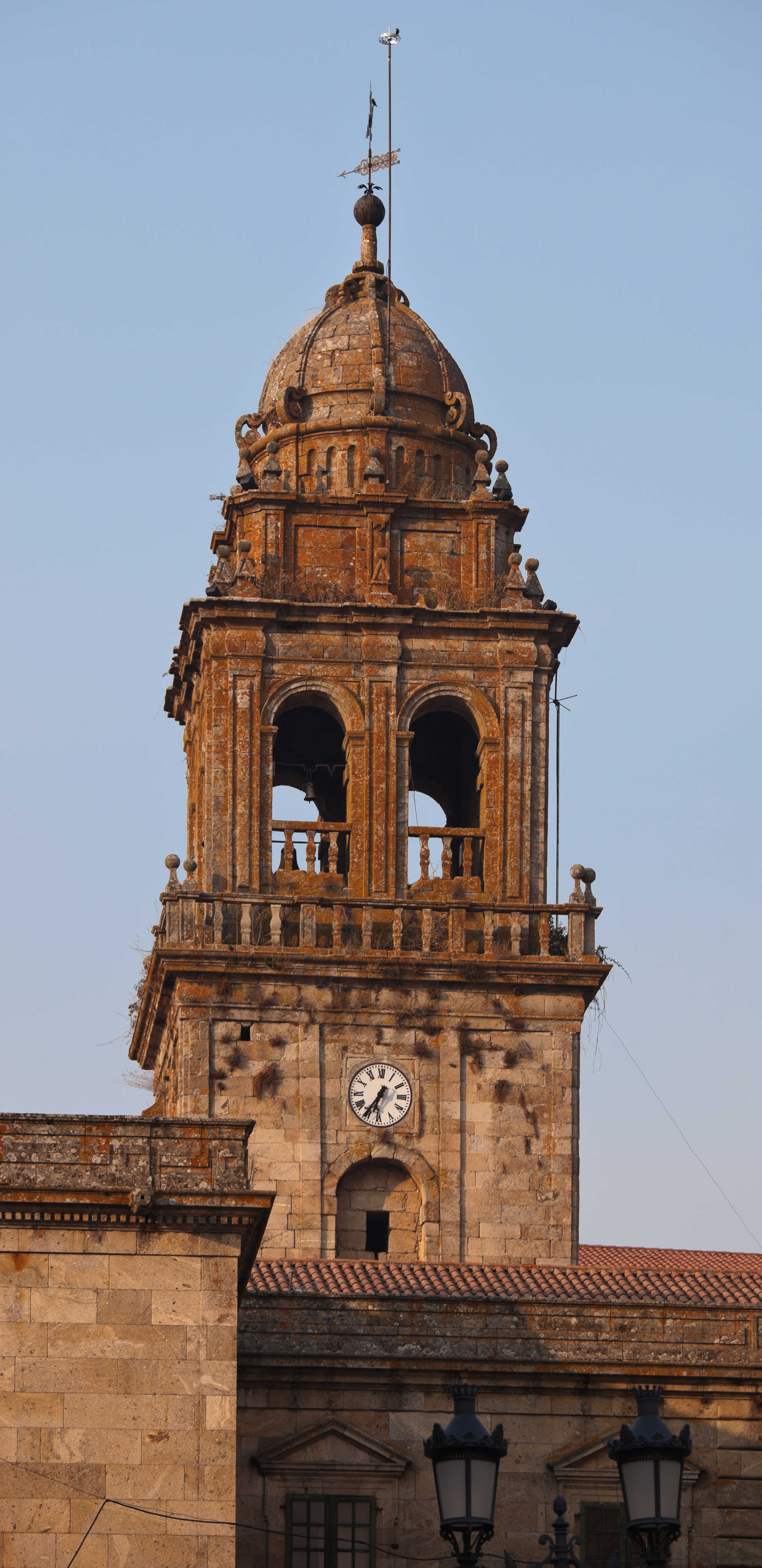
Vista general del campanar.
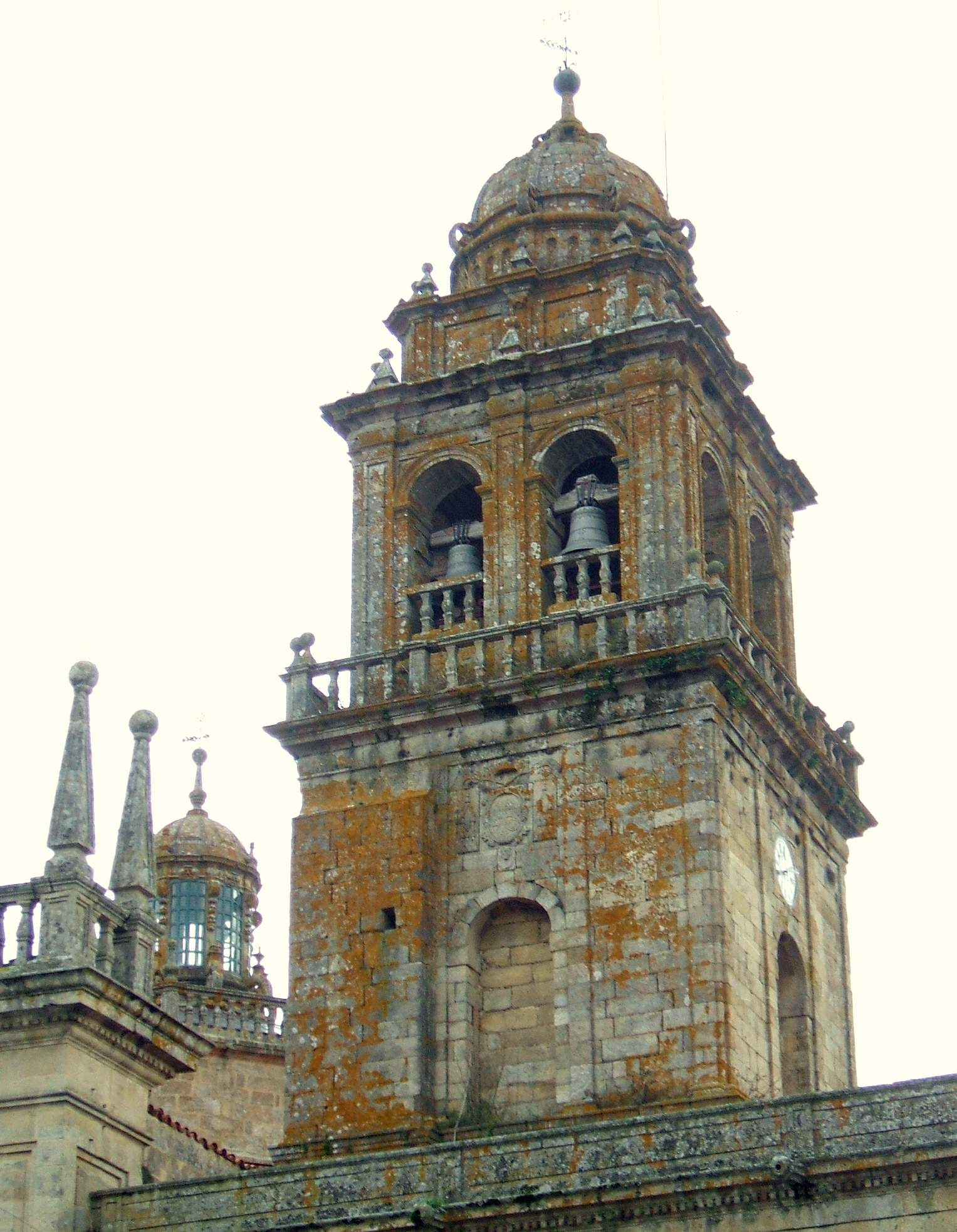
Detall del csampanari.
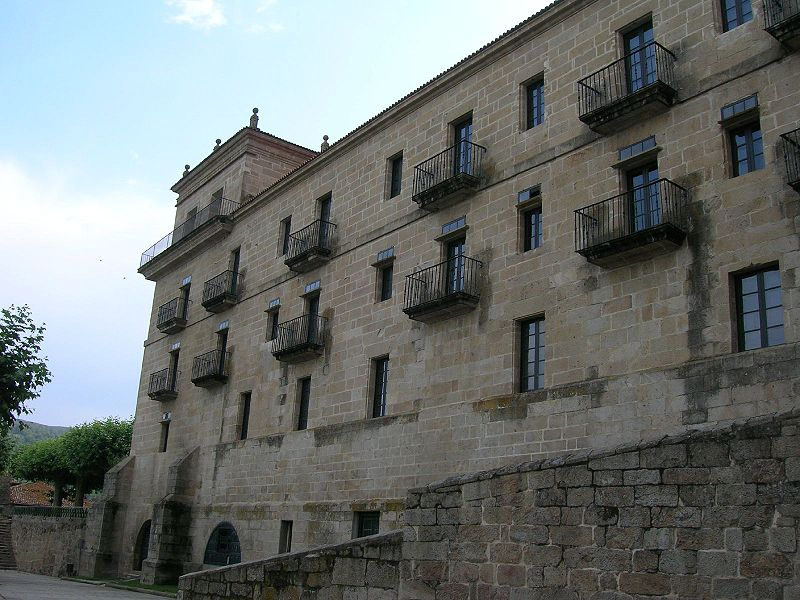
Fachada este del monasterio.
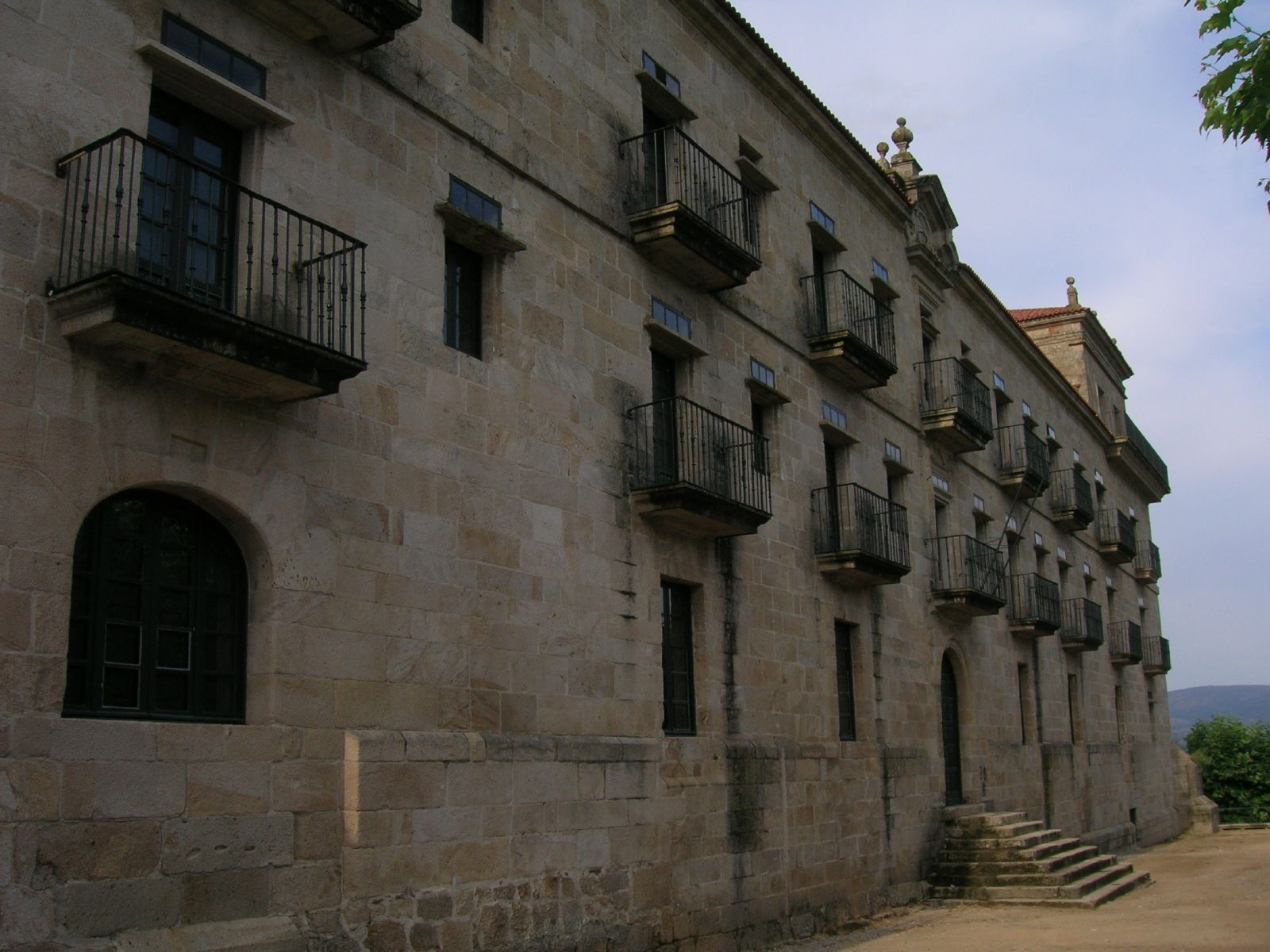
Fachada lateral.

### Interior
Presenta planta de creu llatina, amb tres naus de tres trams o crugies cadascuna i nau transversal per formar el creuer.
En el creuer s'eleva la gran cúpula, obra de Pere de Monteagudo, decorada amb enfilalls de fruites, escuts en les seves petxines, i pintures de caràcter hagiogràfic.

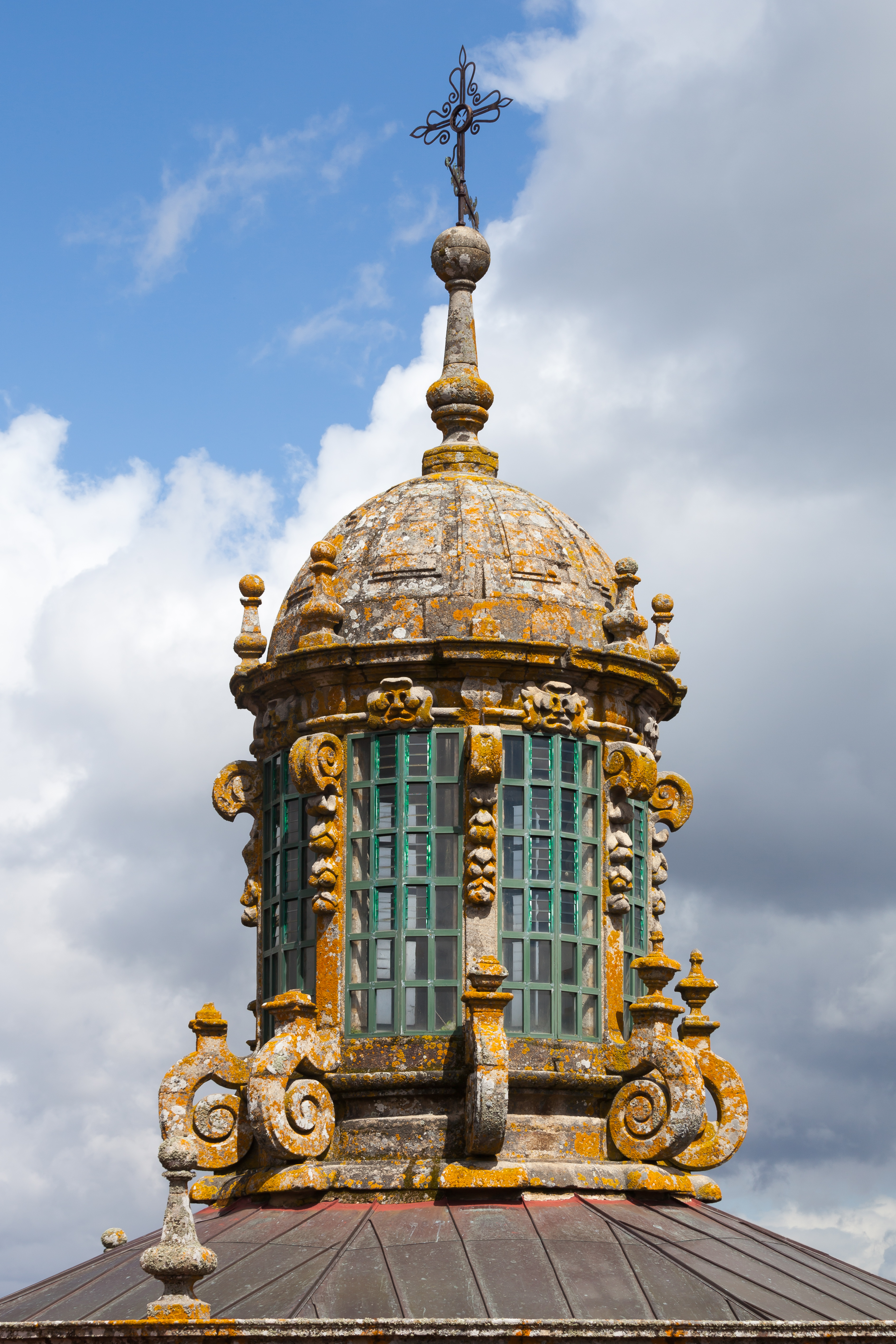
Detall del remat de la cúpula.
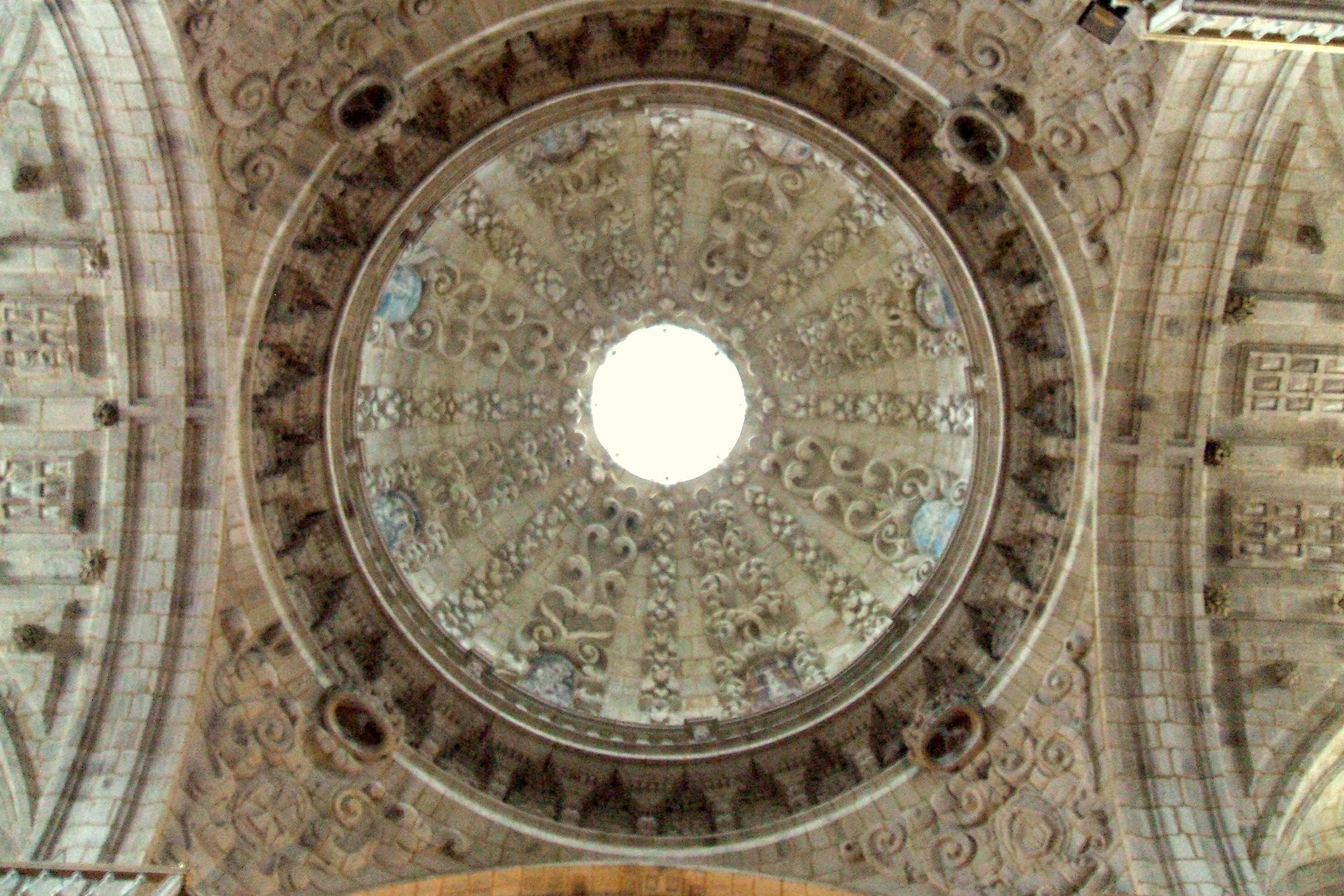
Cúpula des de l'interior de l'església.
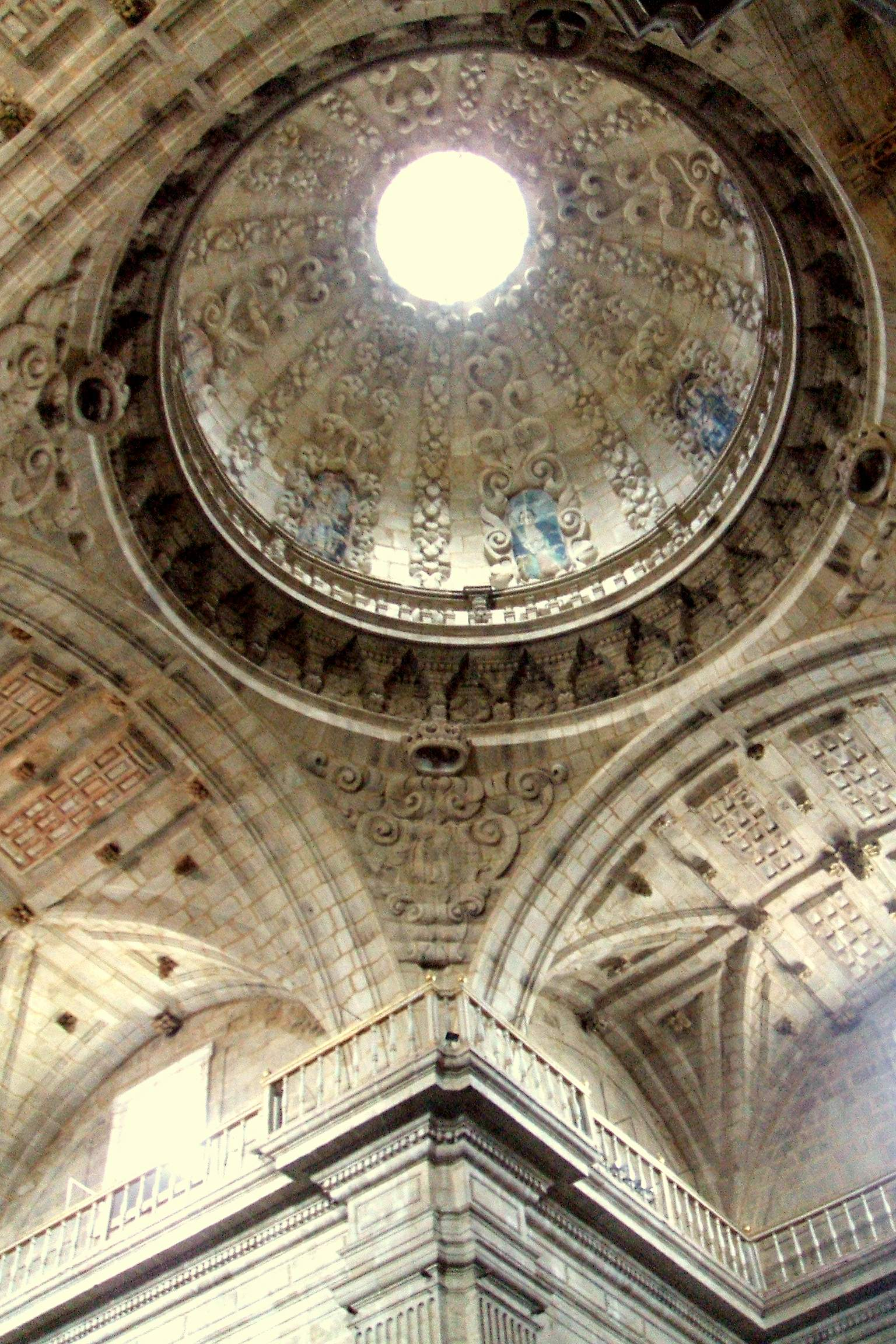
Vista lateral de la cúpula.
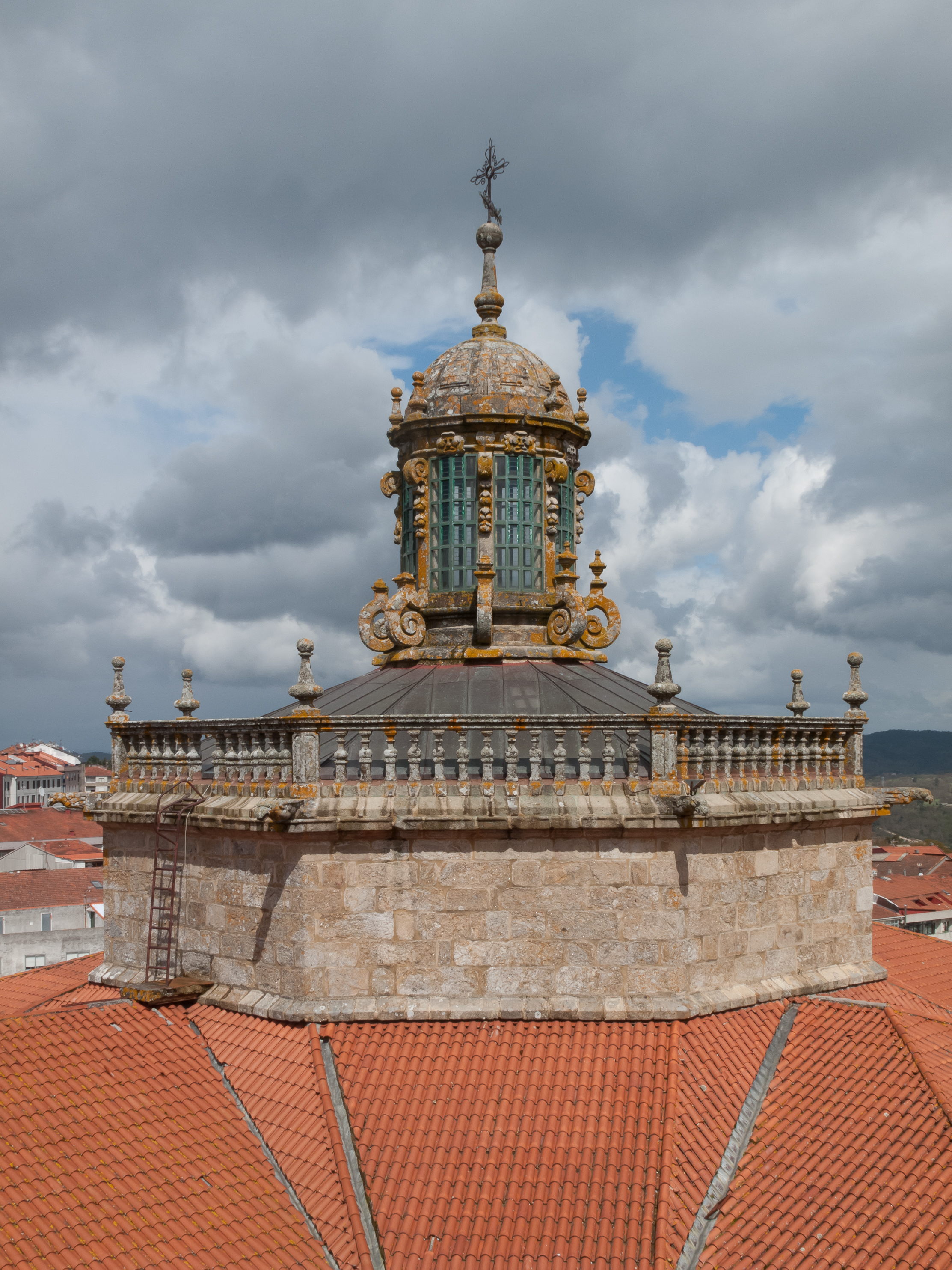
Vista exterior de la cúpula.

Els cors
L'església presenta dos cors.
Al centre de la nau se situa el baix cor, situat a la part baixa de la nau central immediata al creuer, al qual s'accedeix per unes artístiques i monumentals portes del segle xviii, amb Sant Pere i Sant Pau, Mare de Déu i Sant Joan, que el tanquen al Trascoro d'estil barroc i obra de Castro Canseco. Presenta un cadirat de finals del segle xvii. La part alta de cada setial està presidida per un sant benedictí, mentre a la baixa es reprodueixen escenes de la vida i miracles de Sant Rossend i de Sant Benet.

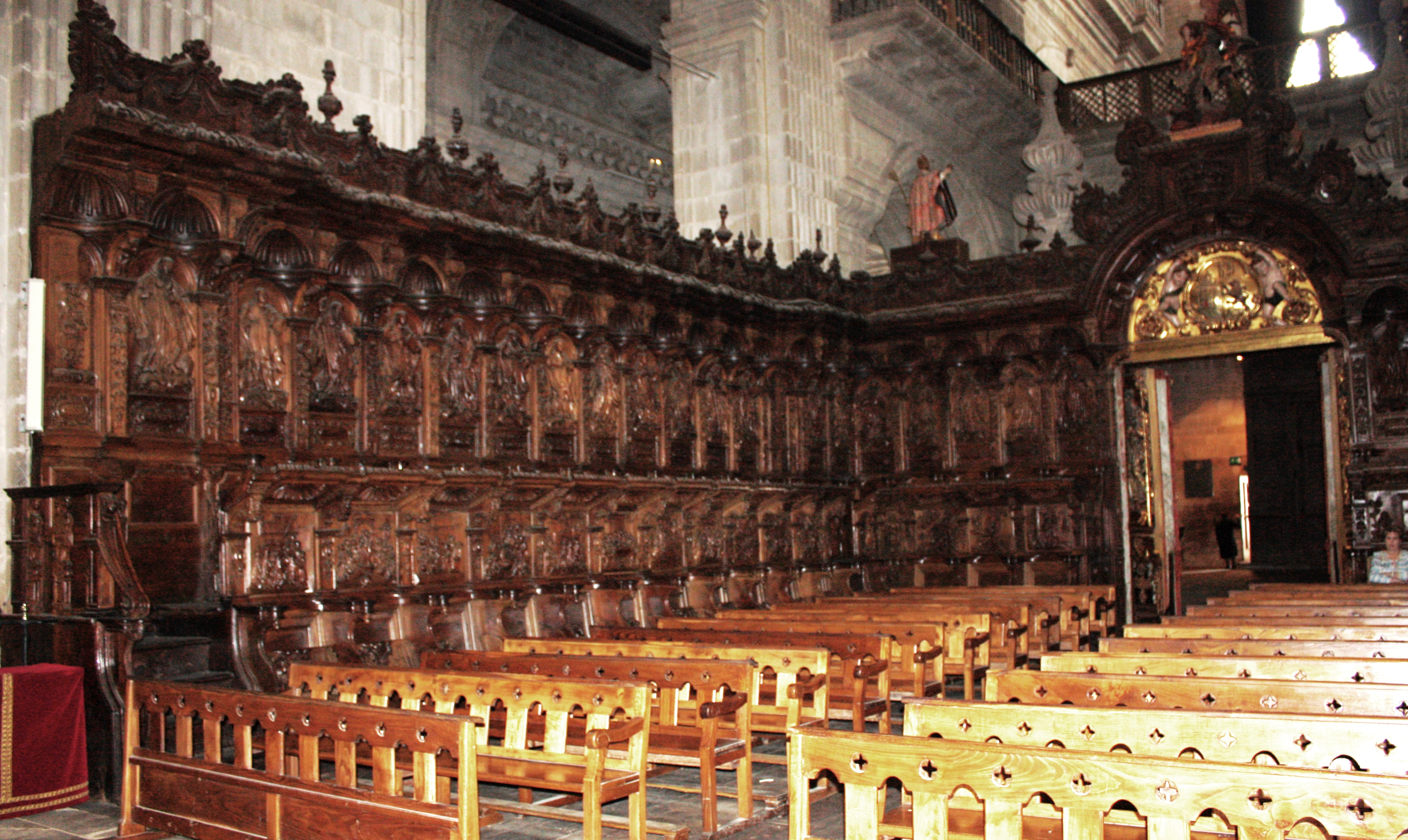
Cadirat del cor baix.
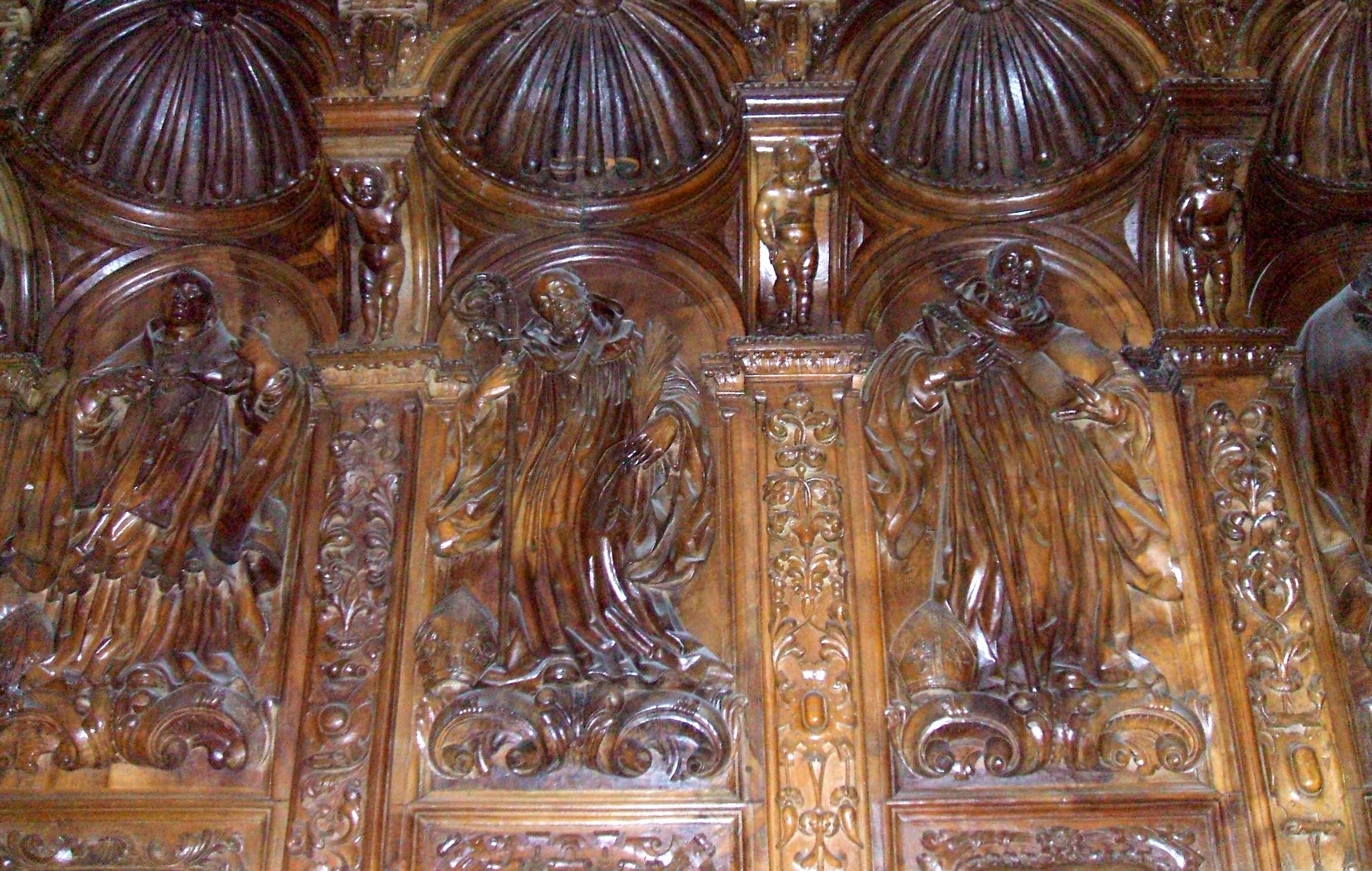
Detall del cadirat.
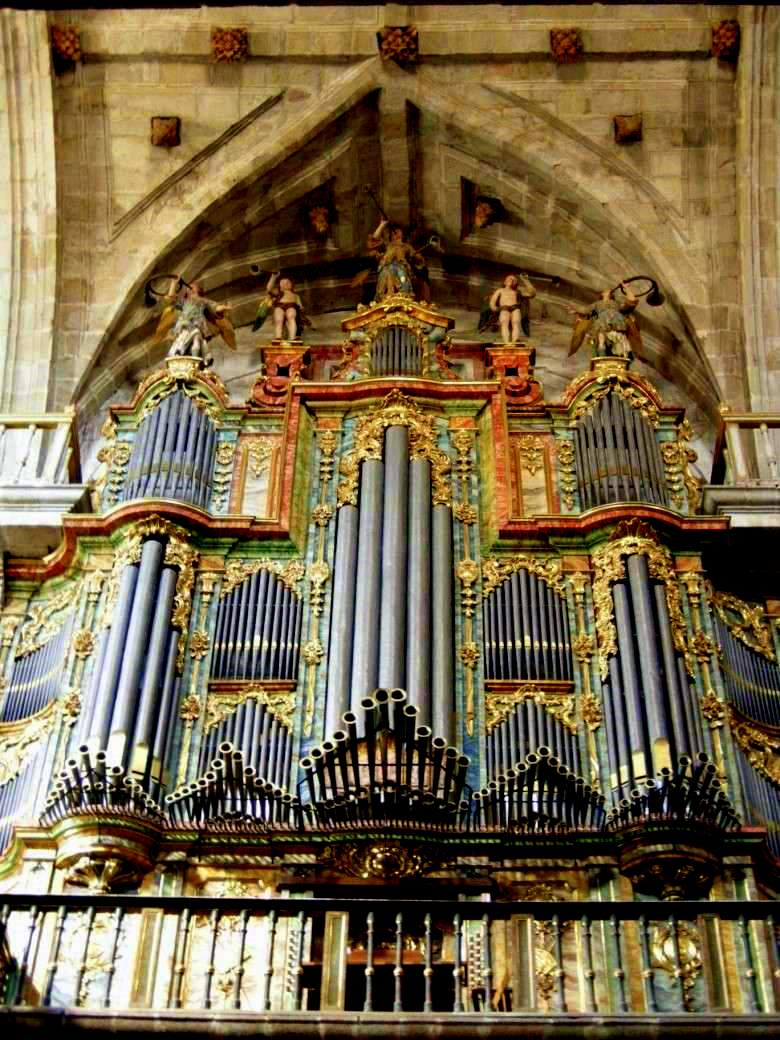
Orgue del cor alt.

Per la seva banda, existeix també un cor alt, més antic, construït seguint l'estil gòtic flamíger, de finals del segle xv. Està proveït de 56 setials i conserva unes belles gelosies calades amb variacions geomètriques diferents i una riquíssima col·lecció d'elements onírics i mitològics en les misericòrdies i en els medallons dels braços laterals, destacant sobre tots ells la presència d'un monjo gaiter. Situat sobre la nau central (sobre el Trascor), que està coberta per volta de canó, que presenta arcs faixons, així com llunetes en els laterals de la nau, per a la il·luminació interior.
El cor alt està dotat d'un magnífic i restaurat orgue, que en l'actualitat s'utilitza per fer concerts. A més el cor alt posseeix un cadirat del segle xv.
Se suposa (a causa del significat que l'orgue té en el conjunt de la litúrgia) que és molt possible que hi hagués un anterior, datat al segle xviii, concretament de l'any 1710 que és quan l'escultor Castro Canseco rep el contracte. A la fi d'aquest mateix segle l'instrument és sotmès a una profunda renovació, la caixa es conserva fins als nostres dies. Segons Miguel Ángel González, l'encarregat d'aquesta renovació realitzada en 1776 és l'orguener franciscà fra Felip de la Penya, sent posteriorment afegit el teclat per Francisco Urumburu l'any 1801. Després de més de cent anys d'utilitat, a mitjan segle xix l'interior és sotmesa a una nova reforma. Es van retirar tots els elements històrics i que van ser substituïts per una mecànica amb suport elèctric. L'any 2001, l'orguener suís amb seu a Catalunya, Hans Späth, el va buidar i renovar tota la mecànica interior, que compta ar amb dos teclats, un pedaler, 32 registres i prop de 1.800 tubs.
La Sagristia posseeix proporcions d'acord amb el conjunt de l'església i alberga en les seves parets mitja dotzena de valuosos quadres amb personatges de la família de Sant Rossend, que són deguts als pinzells de Gregorio Ferro (1742- 1812), pintor gallec de reconeguda fama que va arribar a competir amb Velázquez per un lloc en la Cort. A més compta amb un reliquiari al que es guarden interessants peces d'orfebreria, així com una no menys interessant col·lecció de casulles i altres peces religioses.
Els retaules
L'església presenta un nombre considerable de retaules, entre els quals podem destacar:
- Retaule major: Obra de l'escultor Francisco de Castro Canseco,[4] està dedicat al Salvador, titular del temple, i datat en 1697.[1][3] al centre es troba la imatge de la Transfiguració; als costats, en forma de tríptic triomfal i gloriós, la Resurrecció i l'Ascensió, situades entre monumentals columnes salomòniques sostingudes pels quatre evangelistes. A dalt, en la closca, el que es reprodueixen són temes de la infància de Jesús (l' Adoració, el Naixement i la Circumcisió) custodiats per quatre figures eqüestres, el mateix Sant Rossend, Sant Jaume, Sant Millán i Sant Ferran.[3]

Després d'unes gelosies, als passadissos laterals i sota sengles imatges identificatives, en sengles urnes de plata (1601) de l'orfebre val·lisoletà Joan de Nàpols es guarden les restes de Sant Rossend i Sant Torquat. El conjunt es reforça amb una sèrie d'interessants i valuosos relleus d'alabastre policromat en els quals es reprodueixen temes evangèlics relatius a la infància ia la passió de Jesús.
- Altres retaules: La major part dels retaules situats als carrers laterals també són barrocs i, a excepció dels de la Crucifixió i la Immaculada Concepció que formen part del conjunt del Retaule major i són obra de Castro Canseco, anònims. En tot cas, constitueixen peces de gran qualitat artística, com és el cas dels de Sant Benet, Sant Rossend, Santa Escolàstica.

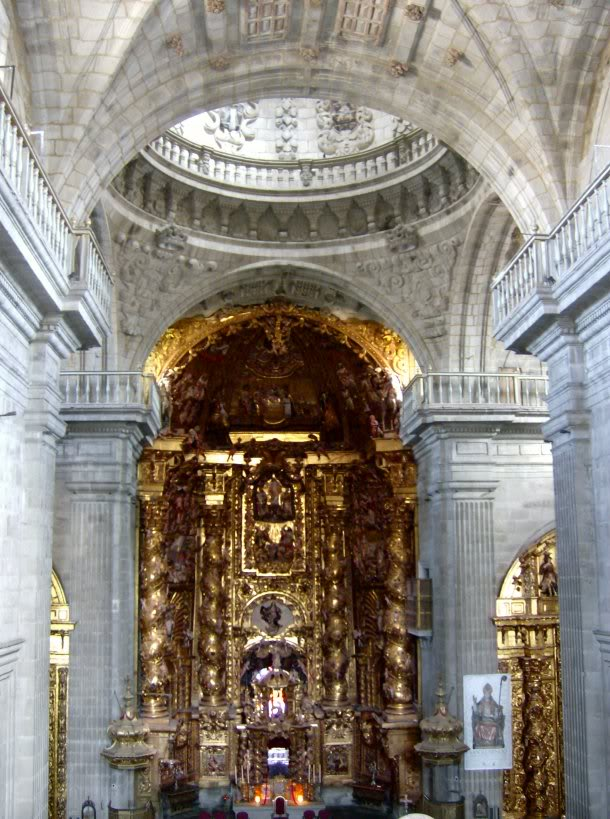
Vista general del retablo Mayor
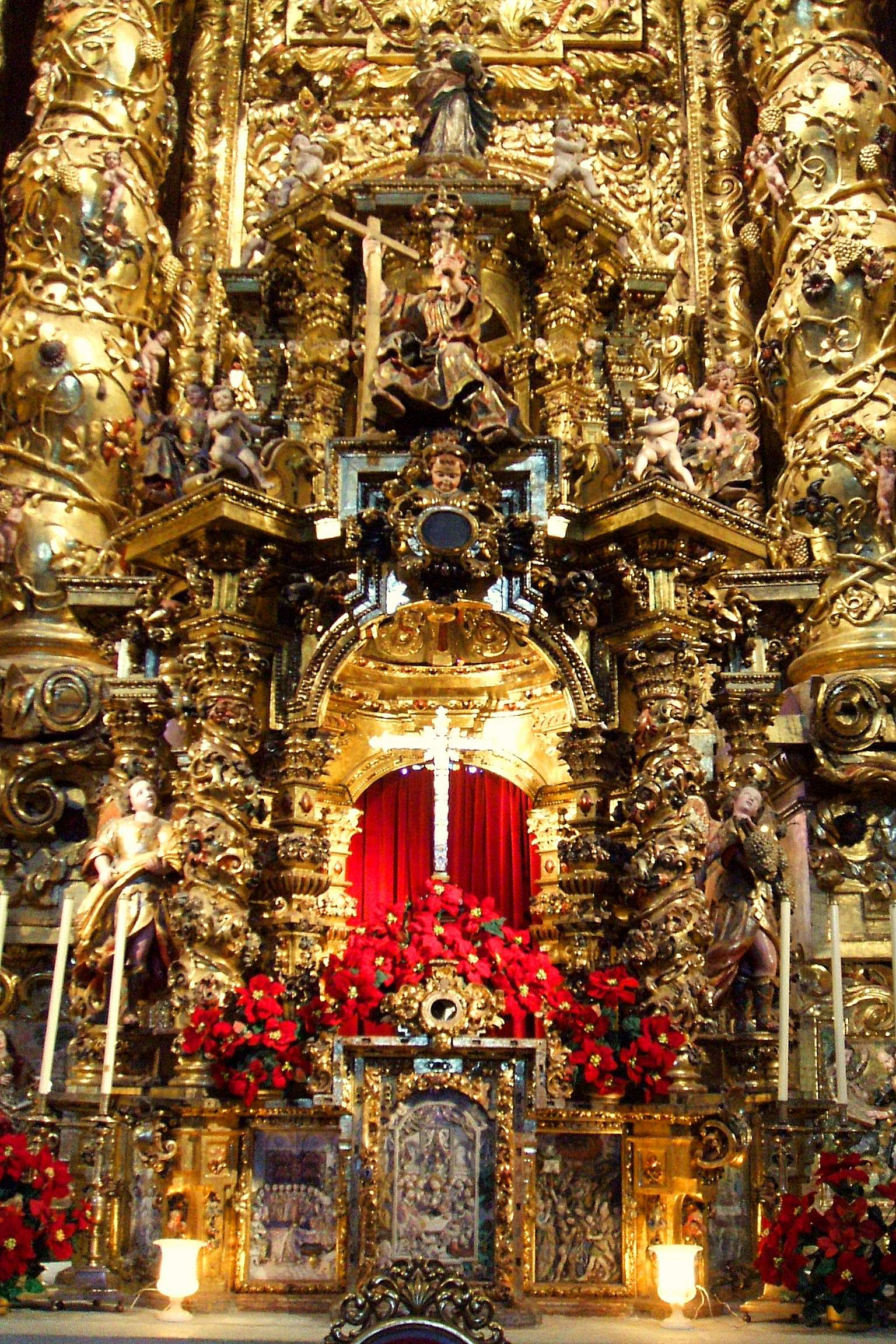
Detalle del retablo Mayor
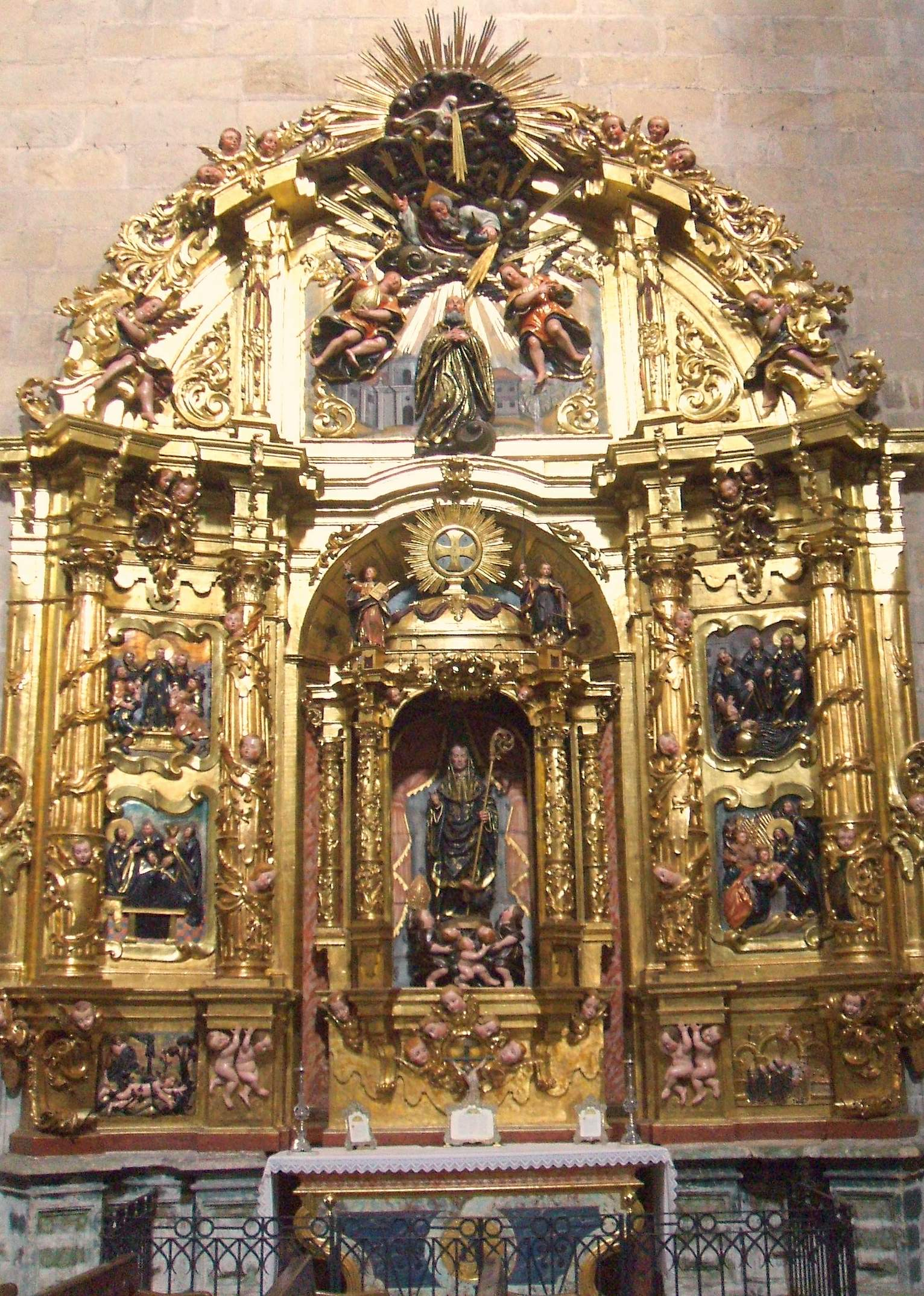
Otro de los retablos

Els claustres
La fàbrica actual es desenvolupa al voltant de dos grans claustres, a més d'un petit pati de servei per a la cuina:
- El Claustre Reglar: o claustre de les processons (conegut popularment com a Claustre Barroc per l'estil de la seva construcció), situat immediatament després de la sagristia, amb accés lateral a la nau sud de l'església.[2][7]

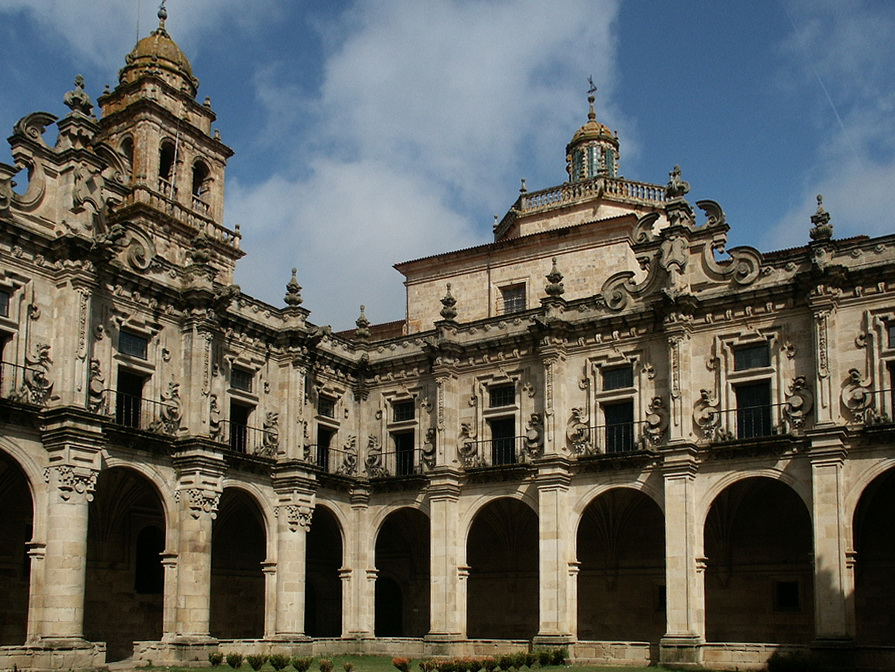
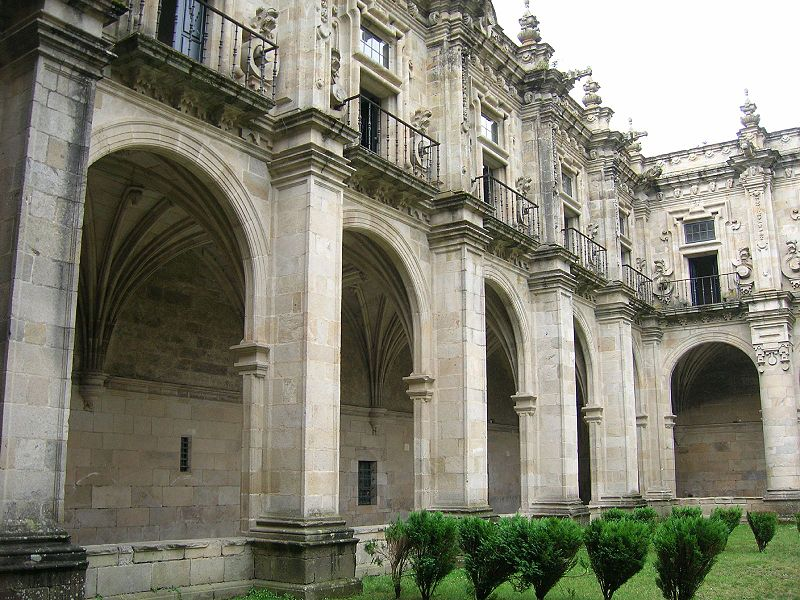
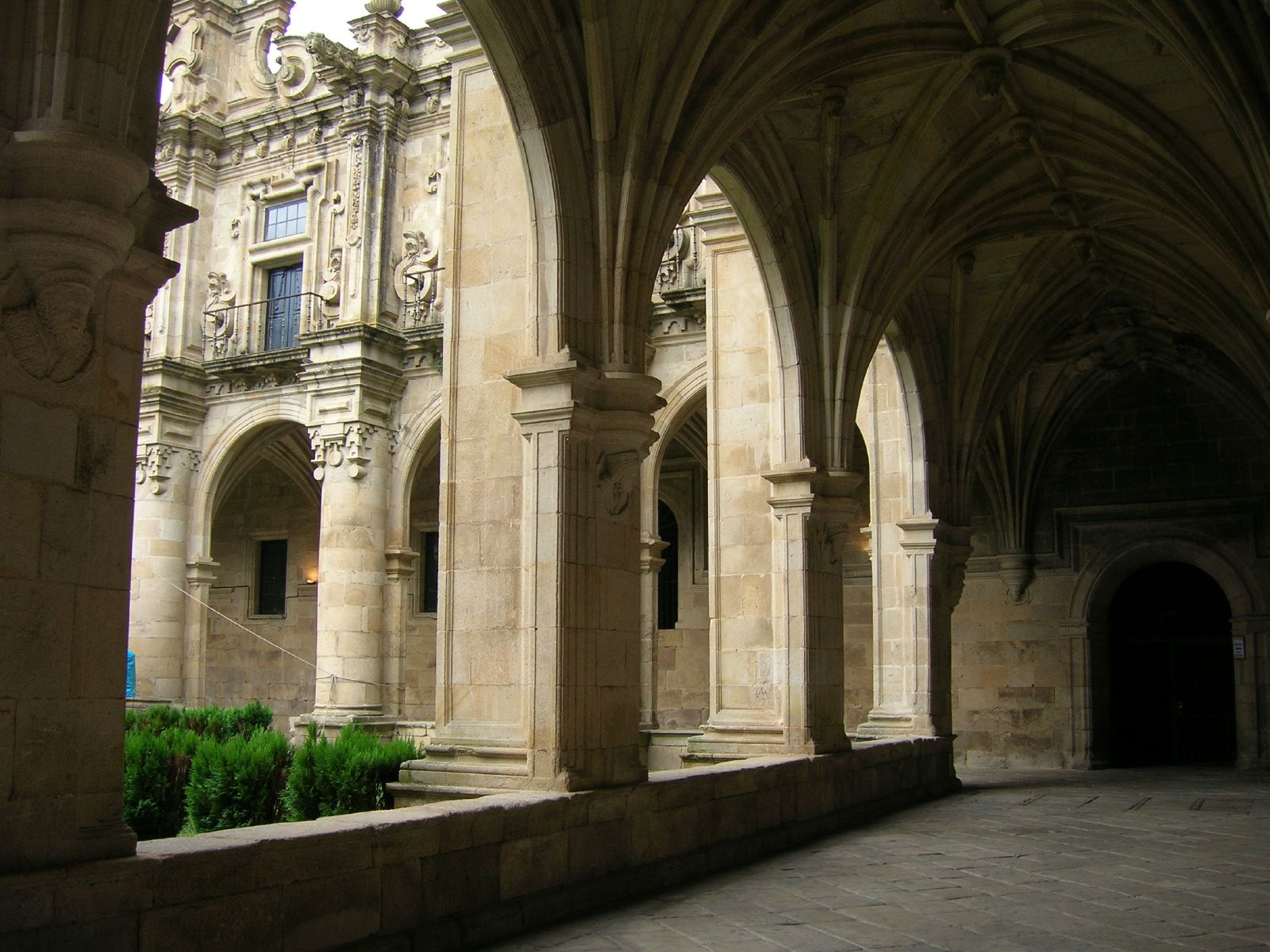
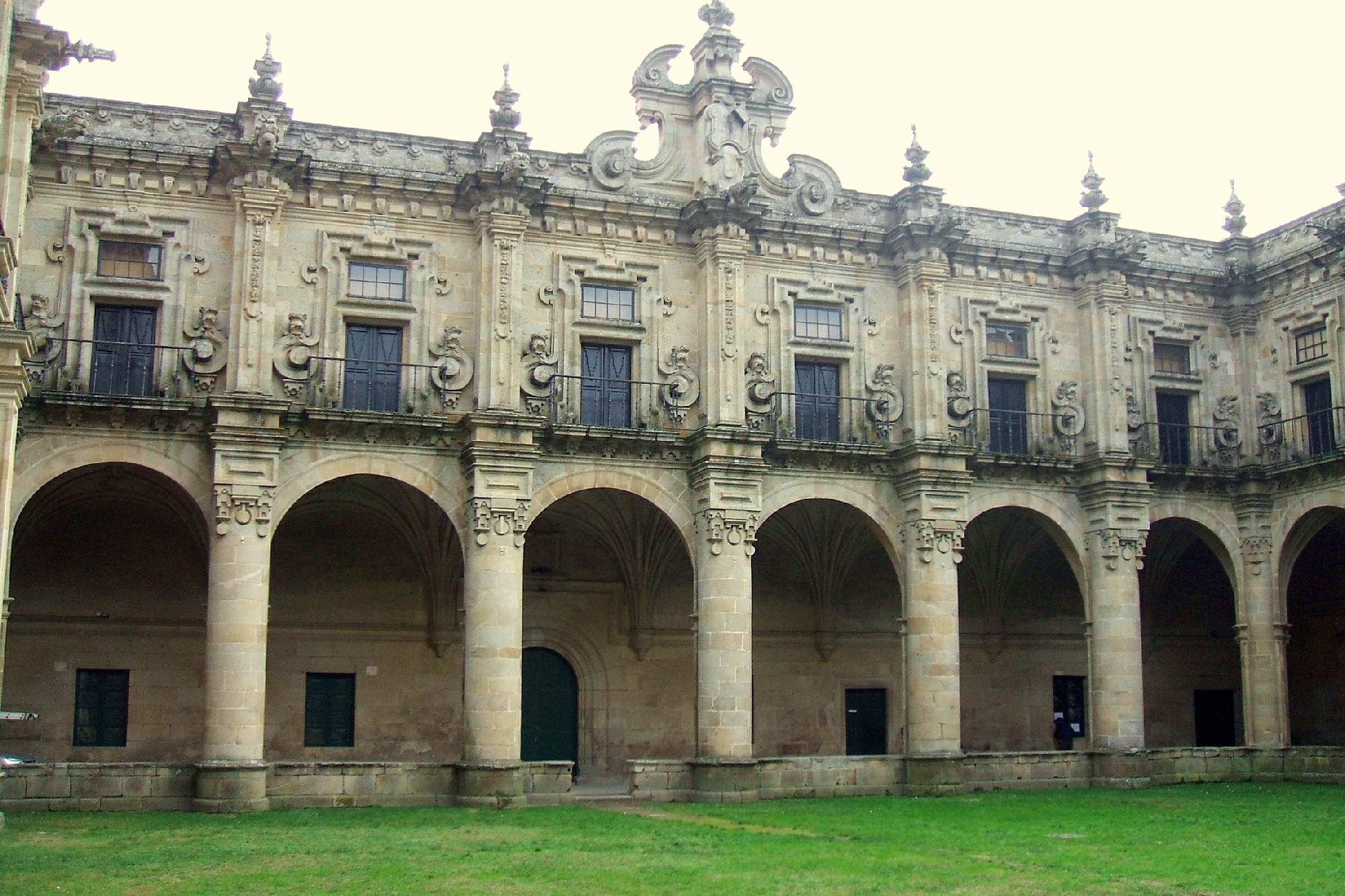
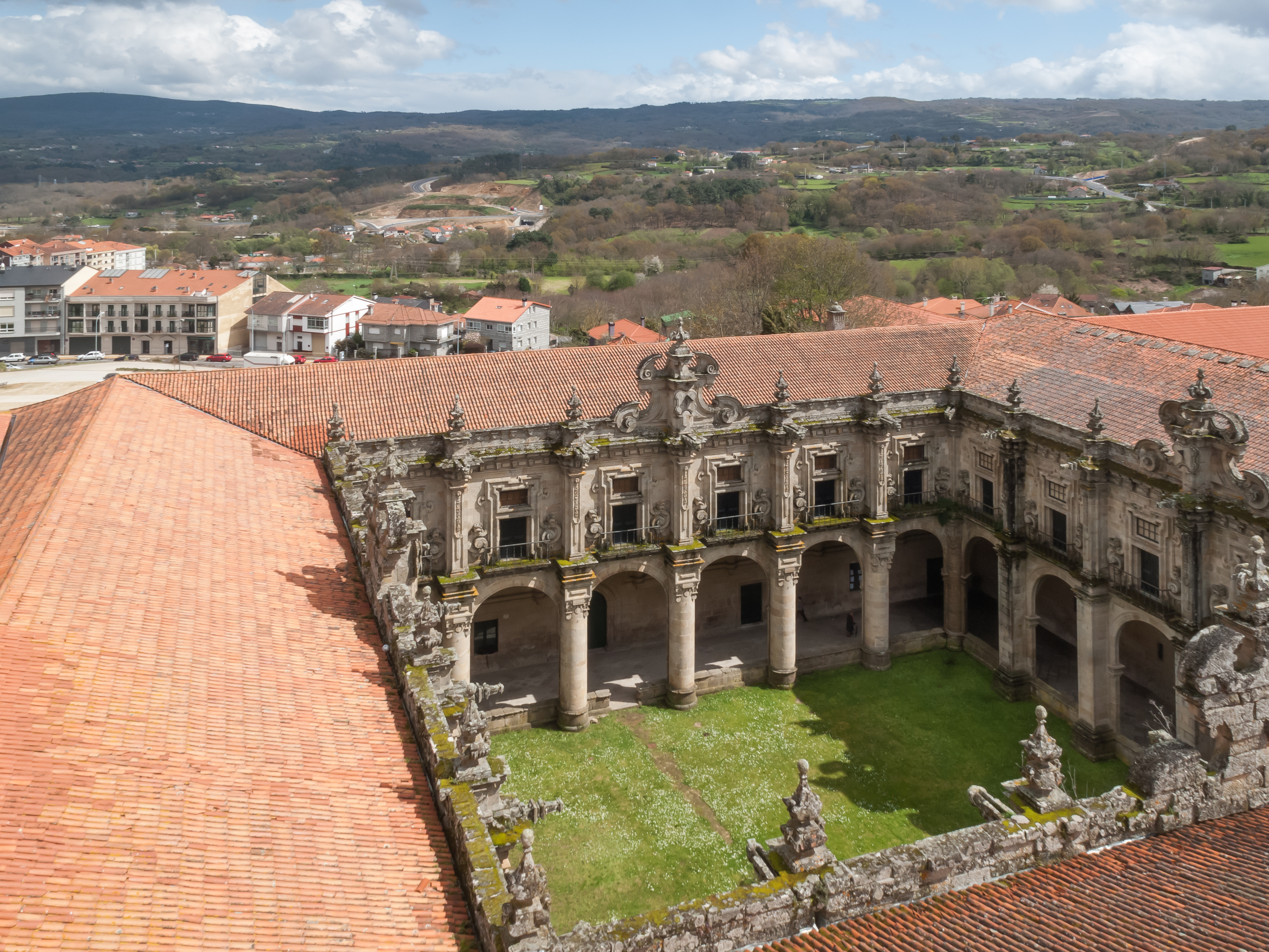

El claustre presenta dos cossos. L'inferior, renaixentista, obra de Joan de Badajoz, del segle xvi, presenta volta de creueria. Com decoració cal destacar que en els suports de tota l'arcada gòtica es poden contemplar medallons amb bustos de personatges històrics (Carles I d'Espanya, Felip II d'Espanya, Joan d'Àustria...), figures oníriques i monjos benedictins, unint les arrencades.
El superior, del segle xviii, d'estil barroc. Ja entrat el segle xviii, el claustre va ser decorat en les seves façanes exteriors, al gust de l'època, que era un carregat barroc. Es considera a Fra Plácido Iglesias, monjo arquitecte de Celanova, natural de Terra de Montes ( Pontevedra), artífex d'aquesta ornamentació, alhora que se li atribueix construcció de l'escala abacial que comunica els dos pisos d'aquest claustre, i que també dona accés a la torre dels abats.
Com a part d'aquesta decoració mereix una menció les enormes gàrgoles.

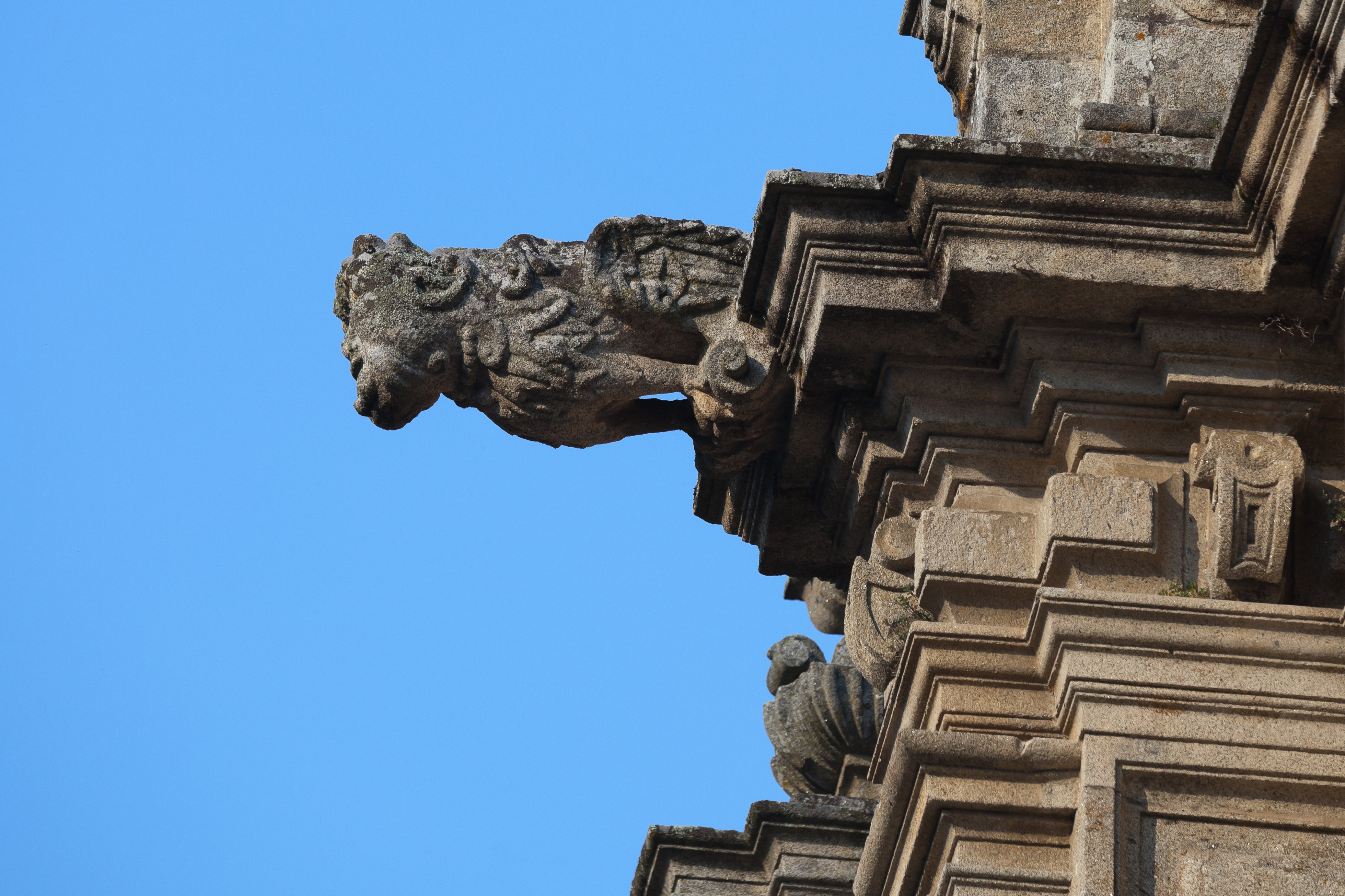
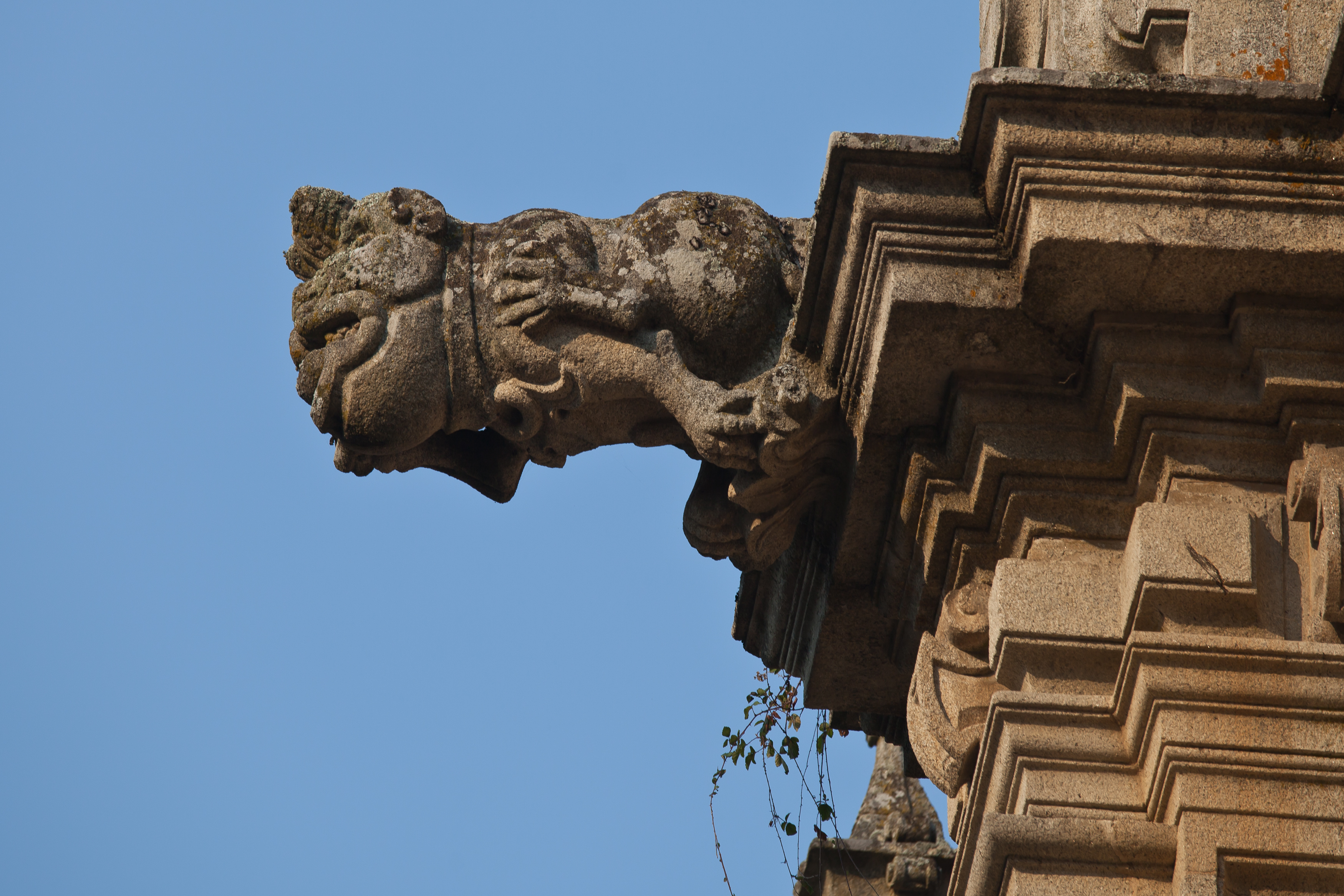
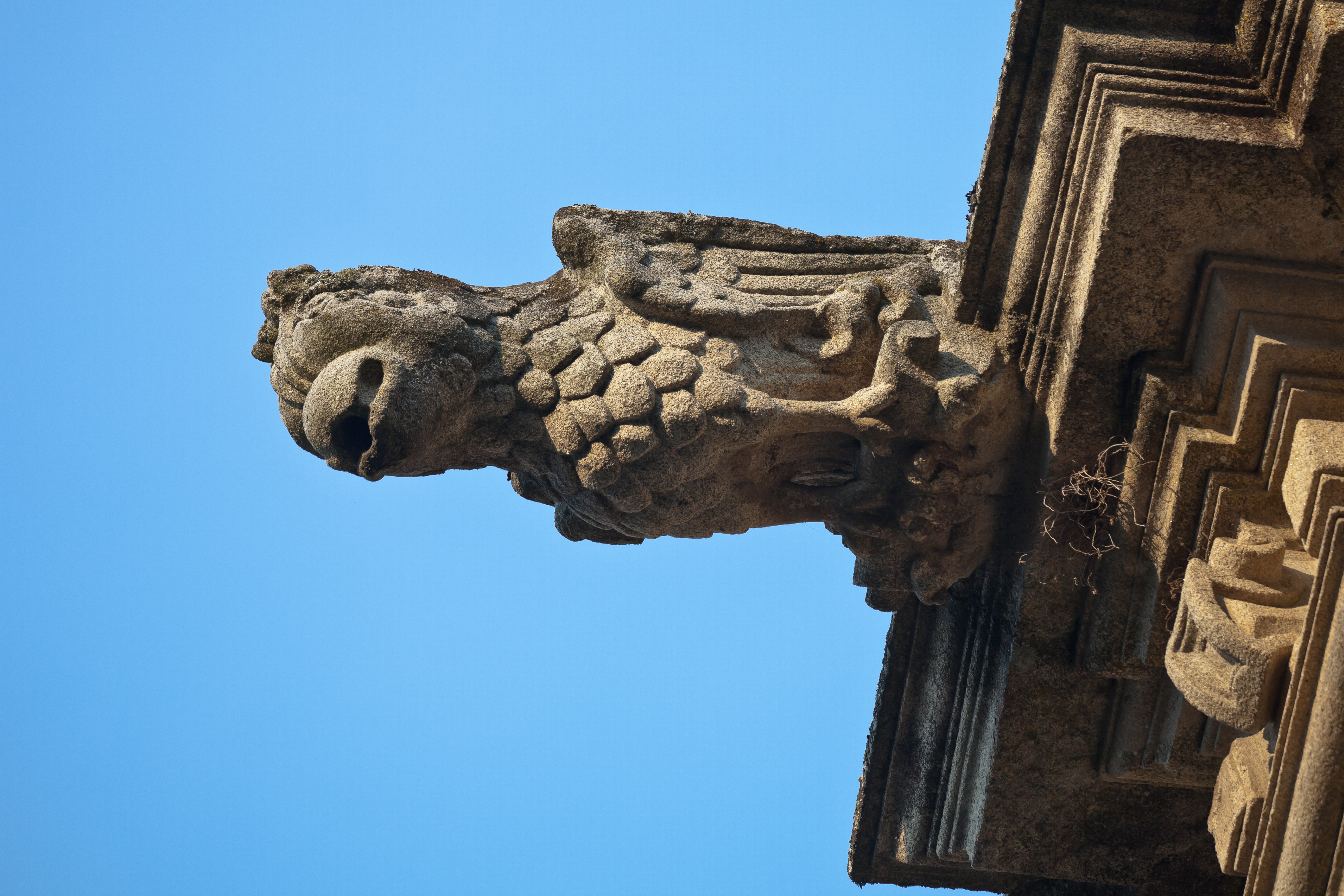

- El Claustre del Poleiro (o "perxa"):[7] construït a partir de 1611, i acabat el 1722,[5] caracteritzat per una curiosa balconada que permet accedir a les cel·les, que se situen a l'entresòl (entre la planta baixa i la primera planta de l'edifici), i que està sostinguda per grans mènsules característiques de l'arquitectura popular gallega, que li donen el nom popular de poleiro.[2] Té una traça senzilla i dimensions molt semblants al claustre barroc. Construït seguint l'estil neoclàssic.[7][5][3]

Al seu voltant es distribueixen les diferents dependències que en el seu moment van ser dedicades a les tasques d'administració, servei i residència dels monjos, així com l'església.
La biblioteca, situada a la planta alta de la nau central que separa i uneix alhora els dos claustres, altres escales d'aquest mateix claustre i algunes dependències annexes com el pati de les cavalleries, ofereixen solucions arquitectòniques interessants.

### Capella de Sant Miquel Arcàngel
Dels temps del fundador, l'única mostra arquitectònica que perviu és la capella de Sant Miquel, situada actualment després de l'absis del temple monacal i en el que en altre temps va ser denominada la "horta del noviciat", i que constitueix actualment un jardí.Les obres van començar el 937 i es van acabar l'any 942, és la joia del conjunt i un dels edificis religiosos més singulars d'Espanya. Va ser declarada Monument Nacional a 1923. Té característiques de l'estil mossàrab, amb nombrosos arcs de ferradura, molt tancats i amb dovelles d'eix descentrat i envoltades per alfiz.

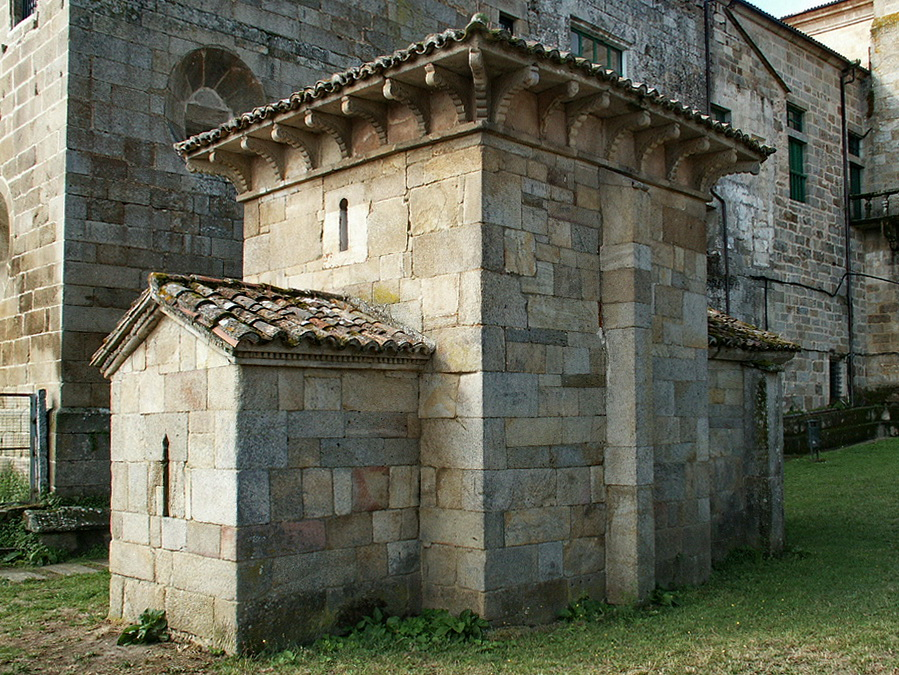
Vista exterior.
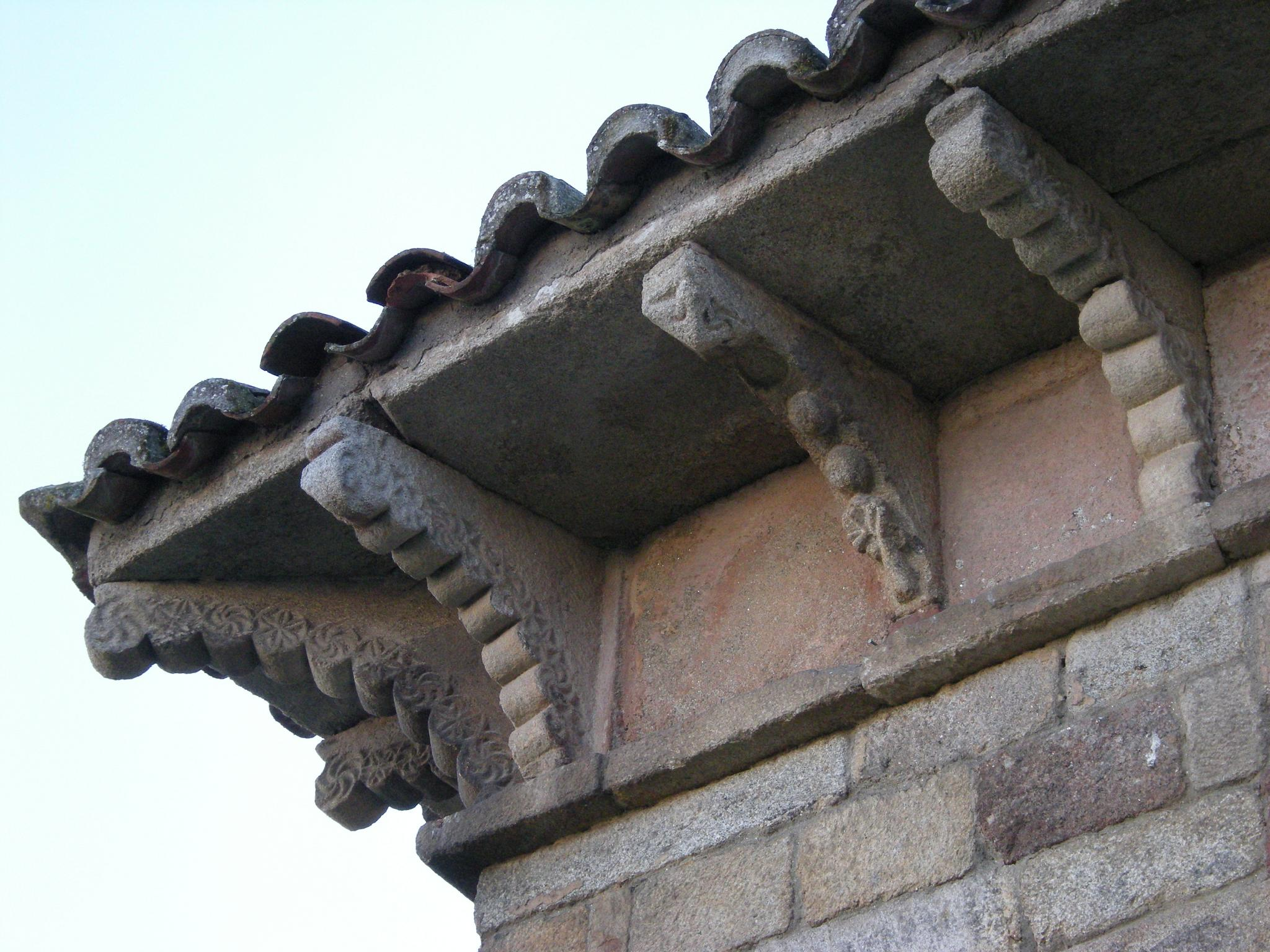
Detall de l'aleró.
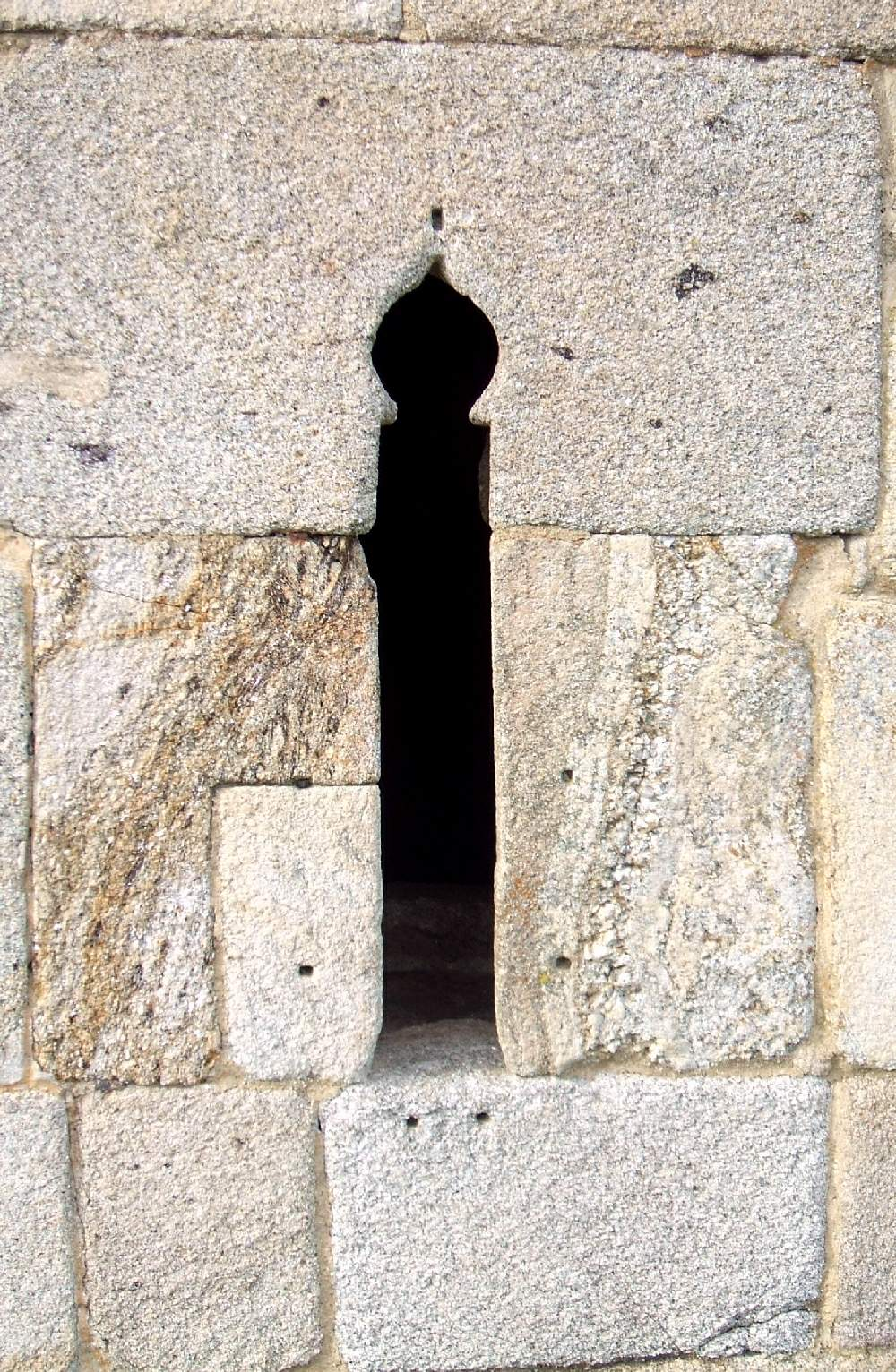
Detall exterior de la finestra.
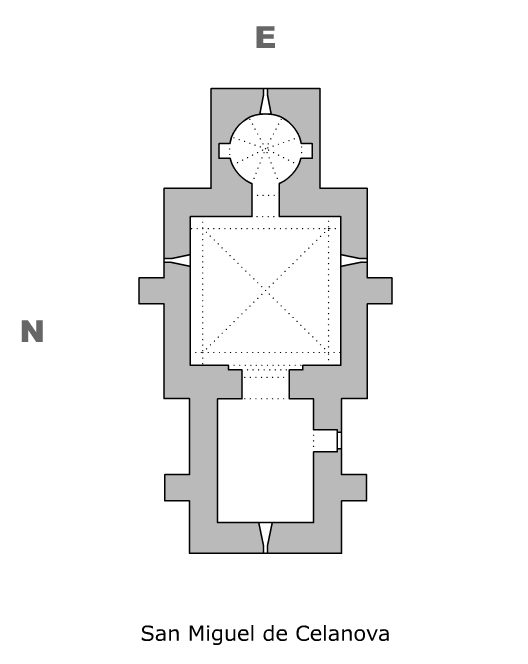
Planta de la capella.

Aixecada amb perfectes carreus de granit de mesures molt diverses i assentats en sec, mesura 8,5 metres de llarg per 6 metres d'alt, ocupant en planta no més de 22 metres quadrats. Tant des de l'exterior com interiorment, es distingeixen tres volums o cossos identificatives de l'anomenada arquitectura mossàrab o de repoblació. El primer d'ells és la nau, des de la qual es accedeix a l'interior, i que està coberta amb volta de canó. Un cos central de major altura que els altres, se superposa al centre amb volta interior d'arestes de maó, i una volada a l'exterior molt sortit i dotat de les característiques mènsules de rotlles. El tercer cos és l'absis, al qual s'accedeix per un arc de ferradura amb Arrabà. En el seu interior presenta una volta gallonada.

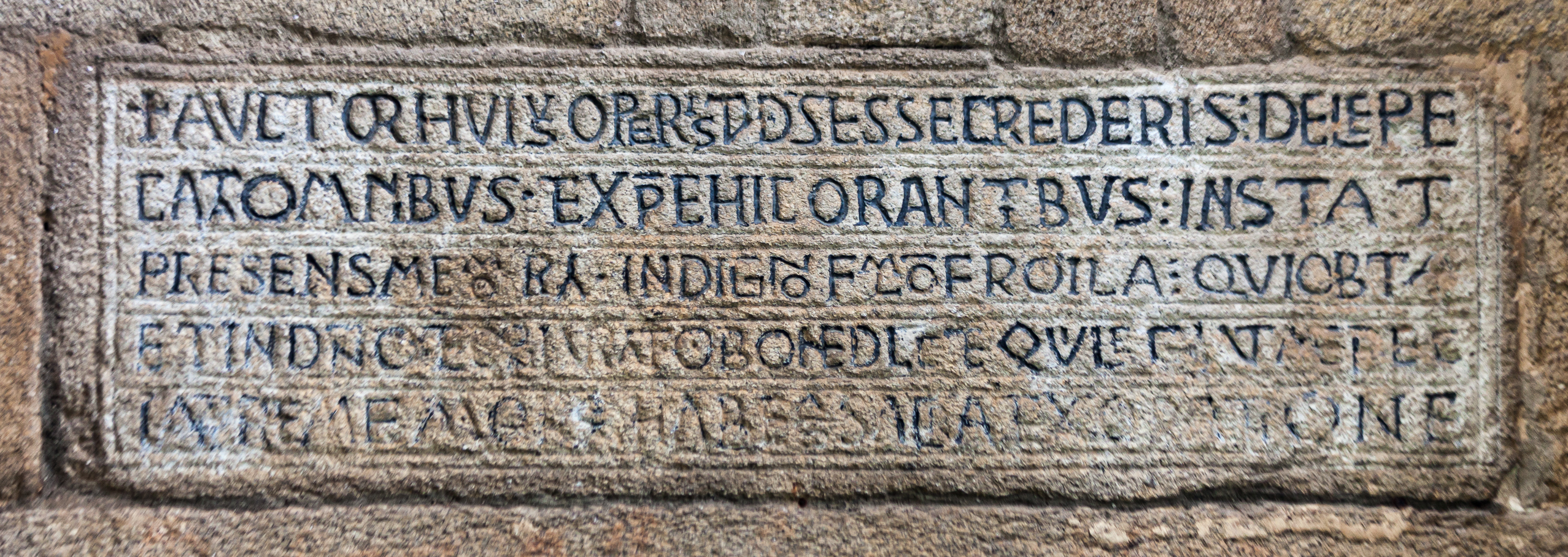
Inscripció sobre l'entrada.
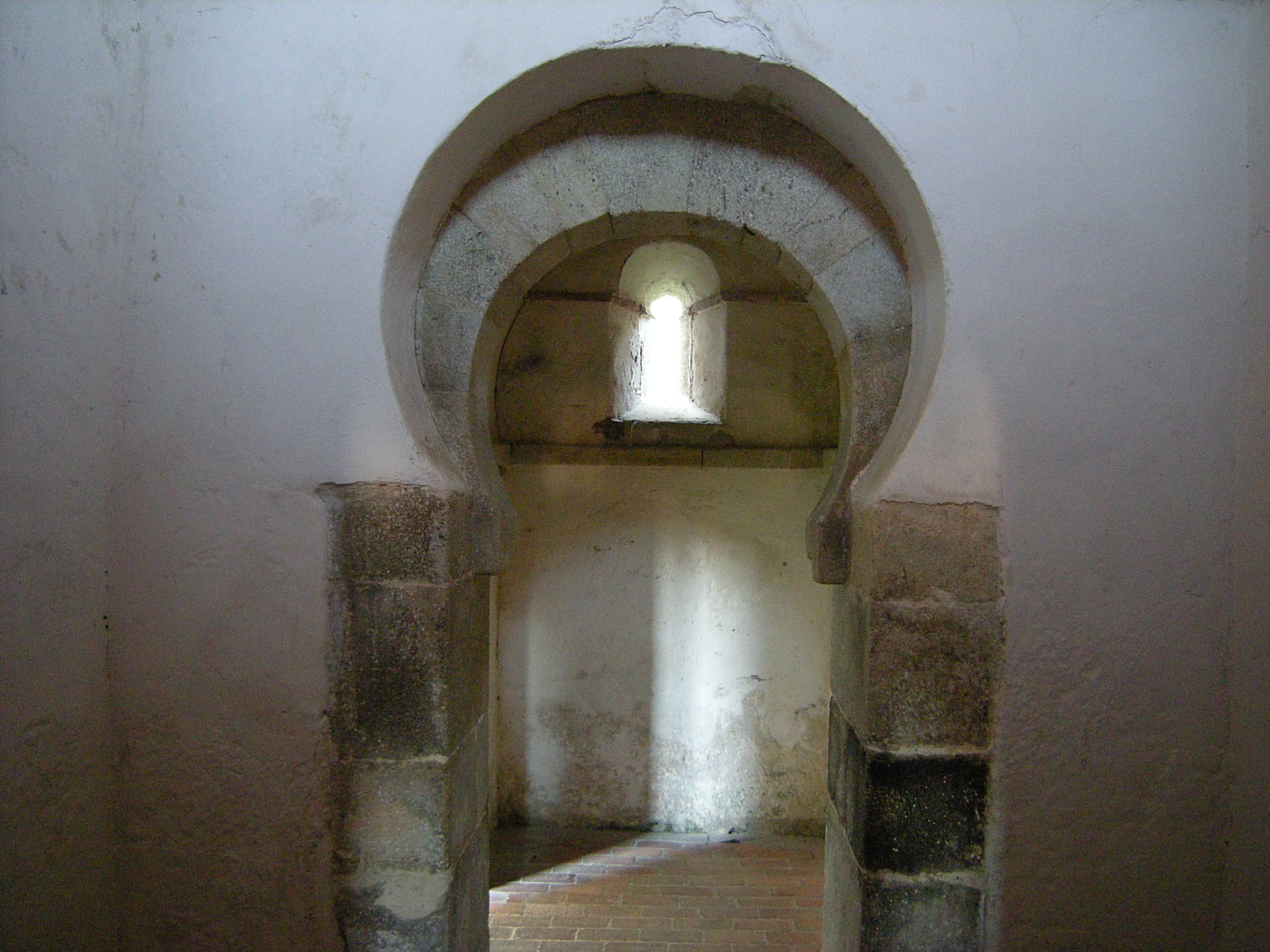
Espai interior.
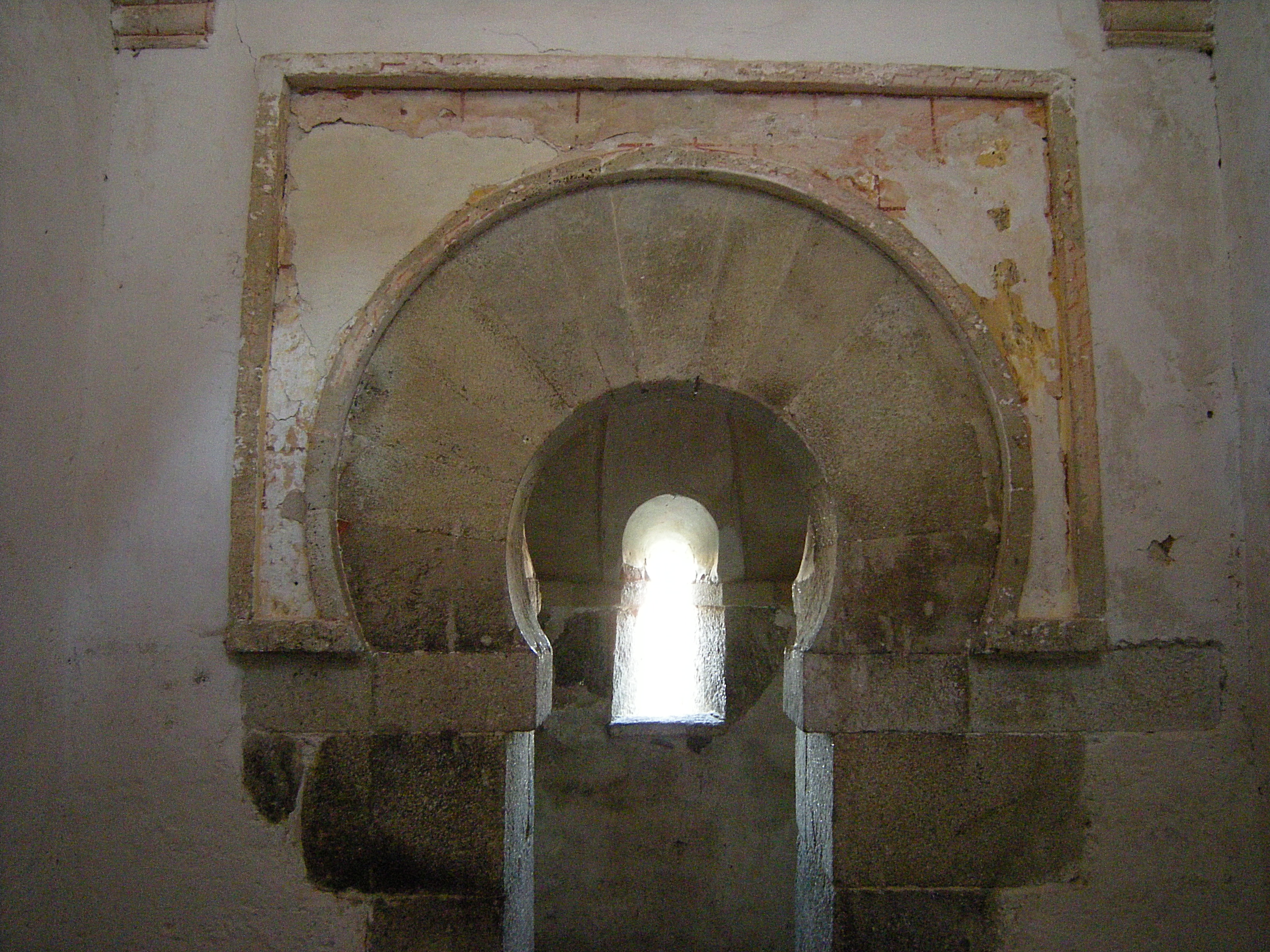
Detall arcs de ferredura.
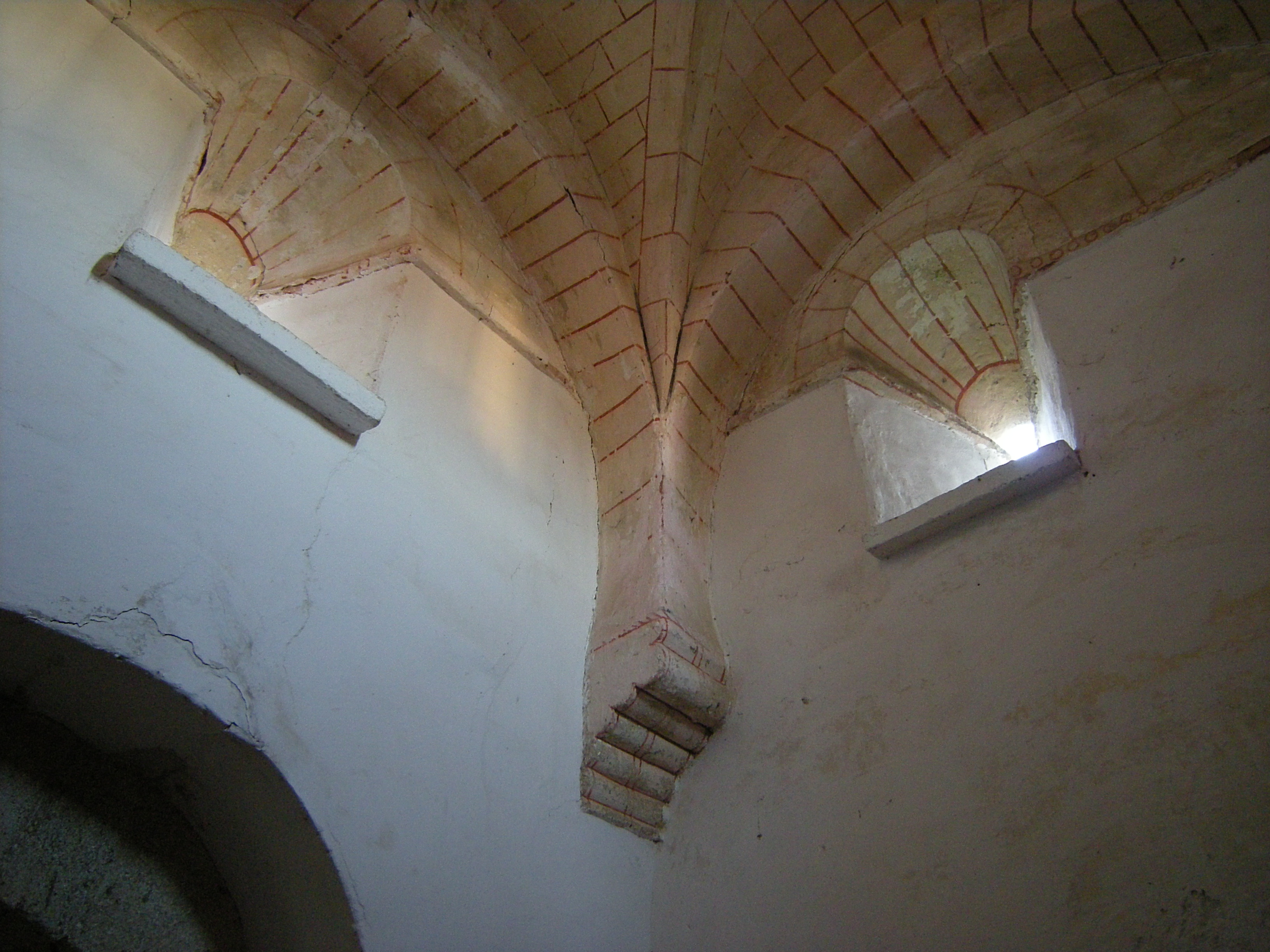
Detall inici de la volta.
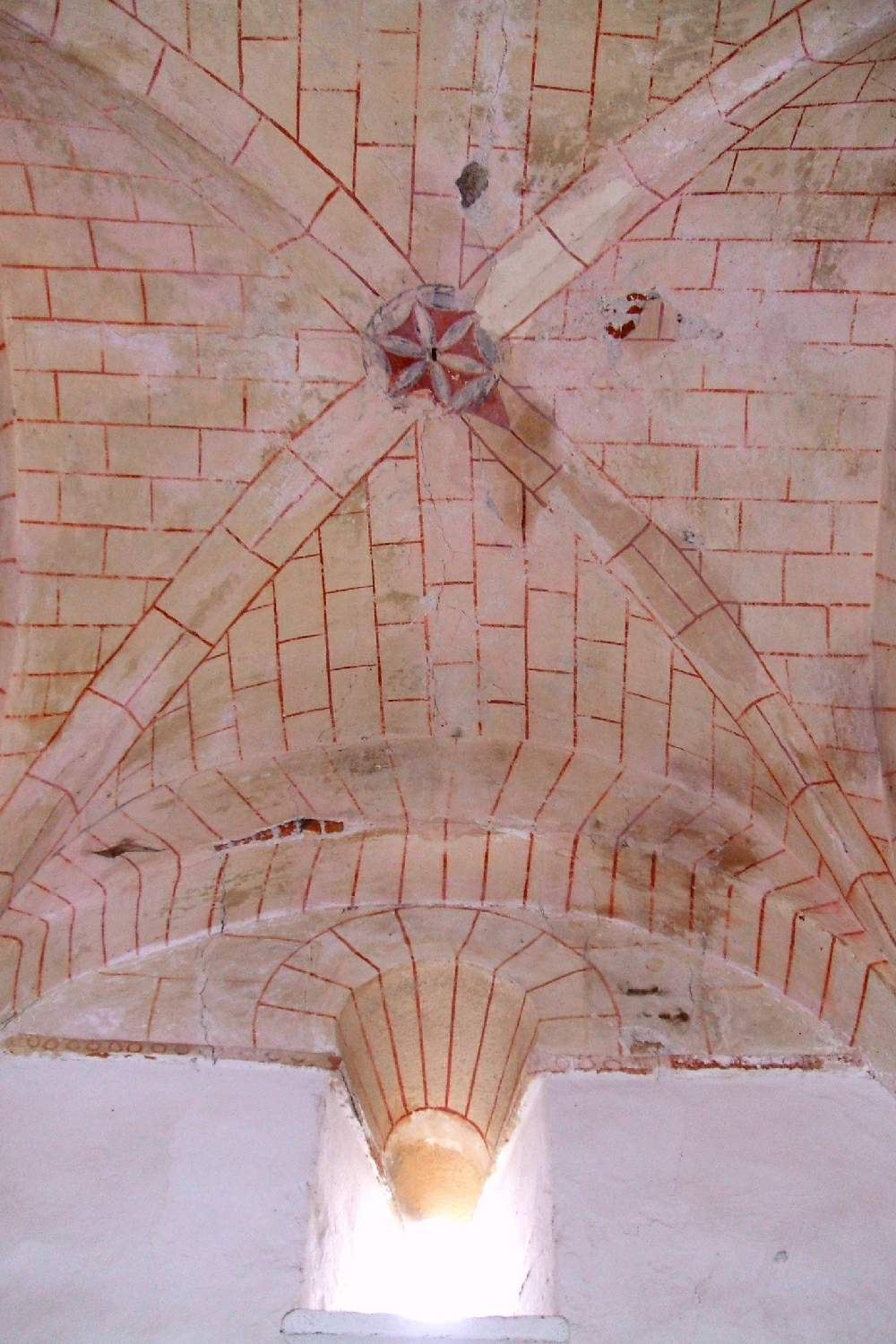
Volta.

Les petites dimensions fan dubtosa qualsevol teoria que es realitzi sobre la funció original. Ja fora capella per a la devoció privada del sant, ja edifici funerari, la veritat és que està dedicada a l'arcàngel Sant Miquel i va ser manada construir per Froilà, germà de Sant Rossend, tal com revela una inscripció de l'època gravada sobre la llinda de la porta i que constitueix una pregària a Crist, de "Froilà, pecador i indigne servent de Déu", perquè el visitant ho encomani en les seves oracions.